# Conquête romaine de l'Italie
Notes
La conquête romaine de l'Italie est la conséquence d'une série de conflits durant lesquels la cité-État de Rome, de ville dominante du Latium, devient maîtresse de toute la péninsule italienne.

« Le fait romain, parfois qualifié de “miracle romain”, consiste en ceci : une simple bourgade du Latium commence par dominer les autres bourgades latines, puis établit son autorité sur la péninsule italienne... »

— Yann Le Bohec, Marcel Le Glay et Jean-Louis Voisin, Histoire romaine, PUF, coll. « Quadrige Manuels », 2011, « Le Mot de l'éditeur ».
Durant tout le Ve siècle av. J.-C., Rome mène au sein de la ligue latine des guerres contre les peuples sabelliens d'une part, et combat seule contre la cité étrusque de Véies d'autre part. La première conquête importante des Romains intervient avec la défaite finale de celle-ci en 396 av. J.-C. et son intégration dans les terres romaines. Devenue prépondérante face aux Latins durant le siècle passé, elle subit une invasion gauloise qui se termine par le sac de la ville vers 390 av. J.-C. Elle doit alors faire face à la défection de ses alliés et mène plusieurs guerres qui lui assurent à nouveau la suprématie sur la ligue latine, la conquête des terres herniques et la pacification des pays volsques. Alliée de la cité étrusque de Caeré, un conflit l'oppose à d'autres cités étrusques au milieu du IVe siècle av. J.-C. Rome domine alors l'Étrurie méridionale et la majeure partie du Latium.
En 343 av. J.-C. commence la conquête de l'Italie à proprement parler. Cela débute par l'épisode de la « deditio de Capoue » cette année-là et la première guerre samnite. S'ensuit la guerre latine qui se conclut par la dissolution de la ligue latine et l'incorporation de ses territoires dans la sphère d'influence romaine, la Campanie autour de Capoue devenant aussi romaine. Cela mène ensuite Rome dans une succession de guerres contre les Samnites, une puissante confédération tribale. Après un très long conflit parsemé de revers et de victoires, Rome gagne en puissance et doit faire face à une coalition regroupant, outre les Samnites, des Gaulois, des Ombriens et des cités étrusques. À la fin de ces guerres, Rome est devenue l'état le plus puissant d'Italie. La ville de Tarente requiert alors l'aide de Pyrrhus en 280 av. J.-C. afin d'empêcher que les Romains n'établissent définitivement leur hégémonie sur la péninsule. Le roi d'Épire se retire en 275 av. J.-C. après des campagnes mitigées et Tarente tombe en 272 av. J.-C. La dernière cité étrusque indépendante est incorporée en 264 av. J.-C. Toutes les terres au sud du Rubicon et de l'Arno en dehors des îles, ce qui constitue l'Italie d'un point de vue des anciens, sont alors romaines.
Les îles de la Sicile, de la Sardaigne et de la Corse sont cédées par Carthage entre 241 et 237 av. J.-C. à la suite de la première guerre punique, à l'exception de Syracuse prise par les Romains en 212 av. J.-C. La plupart des régions au nord du Rubicon jusqu'à l'arc alpin, qui sont connues par les Romains sous le nom de Gaule cisalpine, sont conquises entre les deux guerres puniques et définitivement soumises après la deuxième guerre punique à l'instar de certaines cités de Grande-Grèce révoltées lors de l'invasion d'Hannibal.
Les territoires conquis sont incorporés de plusieurs manières dans l'État romain grandissant : annexions des terres, établissements de colonies, octrois complet ou partiel de la citoyenneté romaine ou encore conclusions d'alliances militaires avec les états restés indépendants. Avec la conquête de l'Italie, Rome se constitue une réserve en hommes capables de se battre avec laquelle aucun État contemporain ne peut rivaliser, ce qui va lui permettre de bientôt se lancer à la conquête du monde méditerranéen. En 90 av. J.-C. commence une guerre opposant Rome à ses alliés italiens à la suite du refus du Sénat de leur accorder la citoyenneté romaine. Rome vainc ses alliés successivement et, finalement, l'Italie est unifiée sous un seul régime juridique.

## Les sources et la chronologie

### Les historiens antiques
Rome reste un cas unique dans le monde antique en le sens que de nombreux écrivains ont écrit son histoire, souvent de façon détaillée, depuis sa fondation jusqu'à sa chute. Les écrits concernant l'histoire militaire romaine sont donc conséquents bien qu'une partie soit aujourd'hui perdue, comme ceux couvrant les guerres daciques de Trajan, et qu'une autre, comme les textes couvrant la période archaïque, est au moins semi-apocryphe. Les écrits des historiens romains couvrant les premiers temps, de la fondation de Rome comme simple village à la chute de la monarchie, sont les moins bien préservés. Cette lacune peut s'expliquer par un manque de volonté à cette époque de rapporter les évènements historiques ou par la perte des éventuels écrits.

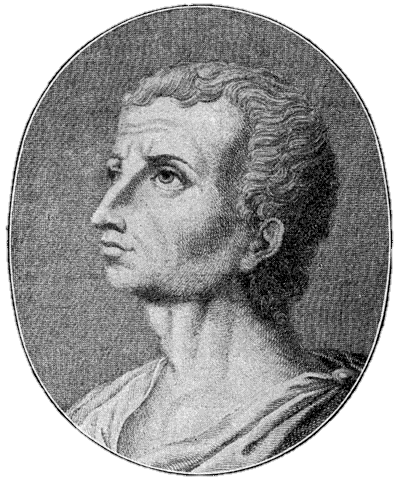
Représentation de Tite-Live.

L'historien latin Tite-Live du Ier siècle av. J.-C. se révèle être la source la plus importante et la plus détaillée concernant le début de l'histoire romaine. Son œuvre, Ab Urbe condita, couvre toute la période allant des origines mythiques de Rome jusqu'à l'époque augustéenne en près de 142 livres. De ces derniers, seuls les livres 1-10 et 21-45 ont survécu, couvrant la période allant de la fondation de Rome jusqu'à l'année 293 av. J.-C. puis la période entre 220 et 167 av. J.-C. Néanmoins, des résumés des livres perdus ont pu être préservés et des historiens comme Florus, Eutrope et Orose se servent des écrits de Tite-Live comme sources, ce qui nous permet de nous faire une idée du contenu des livres perdus.
Indépendamment du travail de Tite-Live, l'historien grec Denys d'Halicarnasse, également du Ier siècle av. J.-C., a publié les Antiquités romaines en 20 livres couvrant toute la période entre la fondation de Rome et 264 av. J.-C., en s'attardant davantage sur les origines mythiques de la ville. Seuls les onze premiers livres nous sont parvenus, s'étendant jusqu'à 443. Pour les autres livres, couvrant toute la conquête de l'Italie, il ne nous reste que des fragments.
Peu avant Tite-Live et Denys, le Sicilien Diodore de Sicile a écrit la Bibliothèque historique, une histoire universelle du monde méditerranéen en 46 livres. Concernant la section historique, les livres 11-20 sont intacts, couvrant les années 440 à 302 av. J.-C. Dans ces livres, Diodore se concentre sur les évènements qui se déroulent en Sicile et dans l'Orient méditerranéen mais il fait parfois des références à l'histoire romaine.
Durant l'Empire romain, Tite-Live devient une source de référence en ce qui concerne les débuts de l'histoire romaine et les ouvrages historiques écrit plus tard sont en fait des travaux qui en dérivent, sans apporter de nouvelles données. Dion Cassius apparaît être une des seules exceptions, fournissant des détails qu'on ne retrouve pas chez Tite-Live ou Denys. Il ne reste que des fragments de la partie de son œuvre concernant le début de l'histoire romaine mais elle a été résumée au XIIe siècle par le moine Zonaras.
Enfin, le philosophe grec Plutarque a publié au début du IIe siècle une série de biographies des plus célèbres personnages grecs et romains, les Vies parallèles, dont plusieurs concernent les premiers siècles de l'histoire romaine. L'une des plus précieuses est celle qui concerne le roi Pyrrhus d’Épire étant donné qu'aucune autre source sur cette période ne nous est parvenue dans son intégralité.

### La fiabilité des sources
Tite-Live, Denys d'Halicarnasse et Diodore de Sicile sont nés presque 200 ans après que Rome a achevé la conquête de l'Italie et à leur époque, la République fonctionne selon des principes qui diffèrent de ceux de l'époque des conquêtes. Ils ont dû s'appuyer sur les écrits d'historiens plus anciens, aujourd'hui perdus. Or, durant l'Antiquité, l'Histoire est un genre littéraire où la vérité historique est souvent sacrifiée au profit du style. Bien que les historiens modernes considèrent que les sources antiques contiennent une part de vérité, il est clair que ce qui nous est parvenu est déformé par de mauvaises interprétations ou par des inventions des auteurs antiques. La question de savoir à quel point et sur quel sujet demeure un sujet de débat. Mais le principal problème reste que, excepté pour la guerre pyrrhique, tous les auteurs décrivent les évènements du point vue romain, ne laissant que peu d'informations sur les motivations et les politiques internes des ennemis de Rome. Tite-Live par exemple a nettement tendance à minimiser les revers subis par les Romains et insiste davantage sur leurs victoires.

### Le problème de la chronologie
Les Romains utilisent un système de datation éponyme où les évènements sont datés par les noms des magistrats de Rome élus chaque année, généralement les deux consuls. La séquence des magistrats, appelées fastes, et sa synchronisation avec le calendrier moderne sont connues.
À la fin du Ier siècle av. J.-C., les historiens romains élaborent une chronologie complète de l'histoire romaine, datant la fondation de Rome en 753 av. J.-C. et le début de la République romaine en 509 av. J.-C. Aujourd'hui connue sous le nom de chronologie varronienne, elle est rendue officielle au début de l'Empire romain et est restée la norme depuis. Elle est notamment utilisée par Tite-Live.
Toutefois, pour les années antérieures à l'an 300 av. J.-C., la chronologie varronienne n'est plus considérée comme juste. Selon l'historien grec Polybe du IIe siècle av. J.-C., le sac de Rome par les Sénons de Brennus date de l'an 386 av. J.-C. au lieu de 390 av. J.-C. chez Tite-Live par exemple. Des troubles civils et une anarchie politique dure cinq années chez Tite-Live entre 375 à 371 av. J.-C., et qu'une année chez l'historien grec Diodore de Sicile par exemple, et les historiens modernes penchent aujourd'hui plutôt sur cette hypothèse. En 333, 324, 309 et 301 av. J.-C., un dictateur, plutôt que deux consuls, est élu pour gouverner Rome pendant une année au lieu d'un mandat exceptionnel de six mois. Ces erreurs dans la chronologie varronienne proviennent probablement d'erreurs de transmission que les auteurs antiques ont voulu corriger en allongeant l'anarchie politique ou en ajoutant des années de dictature.

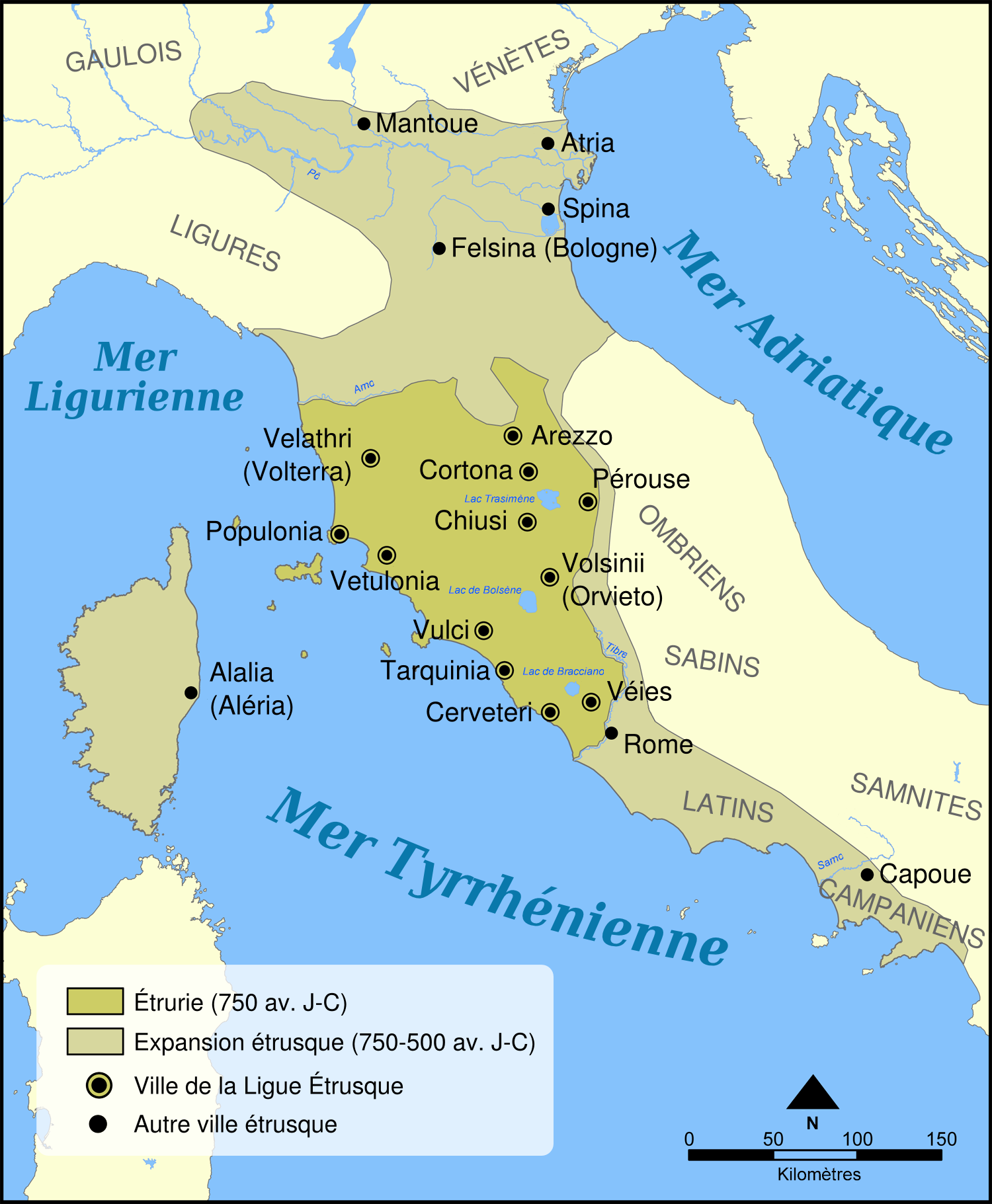
L’expansion étrusque aux.

En dépit de ces erreurs reconnues, la littérature académique, par convention, continue à utiliser la chronologie varronienne.

## La péninsule italienne auVIesiècleav. J.-C.

### L'apogée de l'«empire maritime tusco-carthaginois»
À partir du VIIe siècle av. J.-C. les Étrusques mettent à profit leur fort potentiel militaire et étendent progressivement leur influence sur une grande partie de la péninsule italienne, devenant la puissance dominante en Italie. Cette expansion n'est pas le fruit d'une action concertée, les Étrusques ne formant pas un Etat centralisé. Elle est le fait de cités qui mènent des politiques indépendantes et qui cherchent à contrôler les voies de communication et les points stratégiques afin d'augmenter leurs activités commerciales. Au nord, les cités étrusques comme Cortone, Volterra ou Arezzo atteignent la plaine du Pô et entrent en contact avec les Vénètes à l'est et avec les Gaulois et les Ligures à l'ouest.

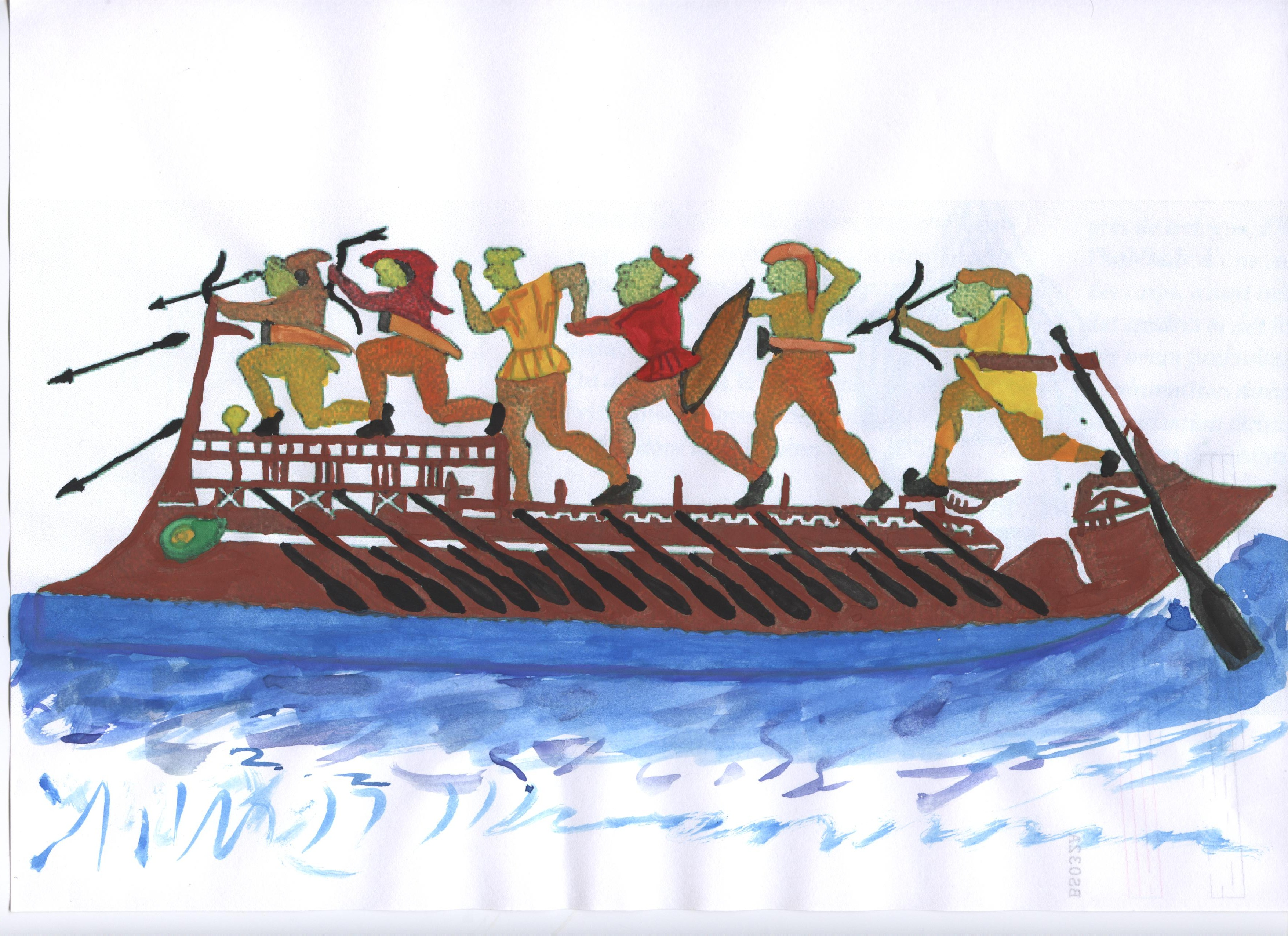
Scène de combat naval sur une hydrie étrusque, fin du

Au sud l'expansion est assurée par l'action de cités comme Caeré, Vulci, Clusium, Véies ou Tarquinia. Elles prennent peu à peu le contrôle du Latium à partir du milieu du VIIe siècle av. J.-C. et atteignent Capoue en Campanie. Rome tombe peu après sous la domination étrusque, avant 616 av. J.-C., ce qui correspond dans la tradition au début du règne de Tarquin l'Ancien. La ville de Rome constitue en effet un point stratégique pour les Étrusques, située au croisement de la route reliant l'Étrurie à la Campanie, et de la route du sel (Via Salaria) qui achemine le sel vers l'intérieur de l'Italie depuis les salines de l'embouchure du Tibre.
Mais l'expansion étrusque ne se fait pas que sur terre. En effet, peuple de marins confirmés, ils passent maîtres de la mer Tyrrhénienne et étendent leur empire au sud du Latium en s'établissant sur le littoral du pays des Volsques et de Campanie. De plus, les navires étrusques circulent librement sur la mer Adriatique. Grâce à leur alliance avec les Carthaginois, les Étrusques, notamment Caeré, affermissent encore leur mainmise sur l'espace maritime après la bataille d'Alalia vers 535 av. J.-C., au détriment des Phocéens de Massalia. La conquête de la Sardaigne par un général carthaginois finit d'assurer le contrôle de la Méditerranée occidentale à ce que l'on a pu appeler l'« empire maritime tusco-carthaginois », qui comprend alors le nord de la péninsule italienne, la côte occidentale de la Corse, la Sardaigne, le littoral tyrrhénien et la partie occidentale de la Sicile tombé sous le contrôle des Carthaginois qui ont profité des dissensions entre colons grecs.

### La Rome monarchique

#### Les traditions et légendes
L'historien Tite-Live donne la liste traditionnelle de sept rois qui ont régné sur Rome à partir de sa fondation mais les quatre premiers rois, Romulus, Numa Pompilius, Tullus Hostilius et Ancus Marcius, sont considérés comme légendaires. De nombreuses hypothèses sont émises à ce sujet, dont une qui avance qu'avant que le royaume de Rome ne passe sous la domination des rois étrusques, la ville est dirigée par une sorte de chef religieux.
On sait très peu de choses de l'histoire militaire romaine pour cette période et ce qui nous est parvenu tient davantage de la légende que du fait historique. Selon la tradition, Romulus, après avoir fondé la ville, fortifie la colline du Palatin et élève la ville au même rang que les cités voisines en termes de puissance militaire.

#### La Rome étrusque

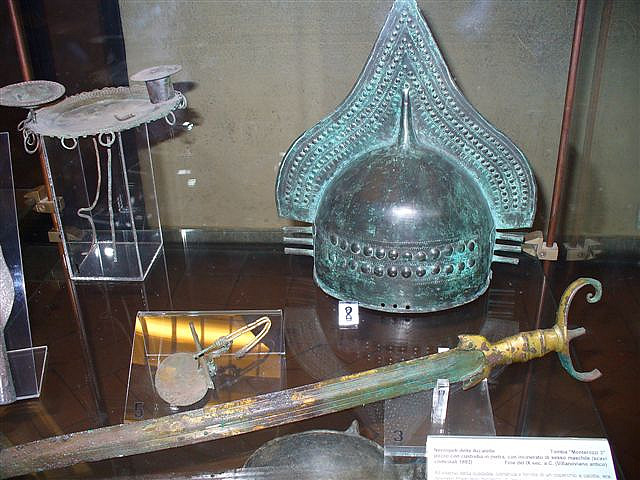
Casque et épée d'un soldat étrusque.

De cette période de rois légendaires, latins et sabins, s'ensuivent des rois étrusques qui, bien que leurs noms, leurs nombres et leurs règnes soient traditionnels et peu vraisemblables, ont dominé la Rome monarchique tardive. Sous les rois étrusques, les guerres sont incessantes et la « grande Rome des Tarquins » a une sphère d'influence importante aussi bien en Étrurie que dans le Latium. La domination étrusque ouvre à Rome de nouveaux horizons. Rome est devenue une cité militairement forte, capable de mener des guerres qui dépassent de beaucoup les querelles avec les cités voisines et d'imposer son hégémonie dans un certain secteur d'Italie centrale.
À la fin de la monarchie romaine, la ville de Rome est une des plus grandes cités d'Italie, sa superficie pouvant se comparer à celles des métropoles grecques du sud, comme Tarente, Sybaris, Crotone, Syracuse et Agrigente. En Étrurie, Véies a une superficie deux fois moindre que Rome, Caeré trois fois moindre, Tarquinii et Vulci encore moins. Six fois moins grandes sont les cités de Cumes et Naples en Campanie ou encore Gabies, Ardée et Lavinium dans le Latium.

#### Rome au sein de la ligue latine
Les voisins immédiats de Rome sont des villes et villages latins organisés en un système tribal similaire à celui des Romains, et des tribus sabines qui occupent les contreforts des Apennins.
Rome appartient à la ligue latine, une confédération de cités et de peuples dont le nombre est limité et maintenu à trente pour des raisons religieuses. À tour de rôle, un dictator Latinus est choisi parmi les membres de la ligue pour présider aux cérémonies religieuses et prendre les décisions militaires et diplomatiques au nom de tous.
La dynastie des Tarquins déploie un ambitieux programme urbanistique dans Rome qui semble témoigner de sa volonté d'ériger la ville en nouveau centre politique et religieux de la ligue latine en tentant de supplanter la cité d'Albe-la-Longue. Mais à la fin de la Monarchie, au moment où est instituée la République romaine, Rome perd de sa puissance et de son influence au sein de la ligue.

### Le déclin de la puissance étrusque
Vers 509 av. J.-C., il semble qu'une guerre éclate entre la cité de Rome, alors gouvernée par Tarquin le Superbe, et la cité étrusque de Clusium, gouvernée par le roi Porsenna. Ce dernier s'empare de Rome, chasse Tarquin et impose aux habitants de dures conditions de paix en leur interdisant notamment de fabriquer des armes en fer. Porsenna envoie ensuite son fils Arruns à la tête d'une partie de son armée pour investir la ville d'Aricie plus loin dans le Latium. L'alliance entre les Carthaginois et les Étrusques représente une menace pour l'indépendance des cités latines qui interviennent avec l'aide d'Aristodème Malakos, tyran de Cumes : Arruns est tué lors de la bataille d'Aricie et les Étrusques de Clusium doivent lever le siège de la ville. La perte du Latium isole les possessions étrusques en Campanie qui deviennent vulnérables aux attaques des peuples sabelliens, notamment les Volsques et les Samnites.
Alors que les Étrusques perdent peu à peu le contrôle du Latium, refoulés au-delà de la rive gauche du Tibre, la cité grecque de Tarente commence à s'affirmer comme première puissance au sud de l'Italie. Quelques années plus tard, vers 480 av. J.-C., les Carthaginois subissent une lourde défaite face aux Syracusains qui met fin à leur suprématie et à celle de leurs alliés étrusques sur la Méditerranée occidentale. En 474 av. J.-C., une victoire navale de Syracuse et Cumes sur les Étrusques permet à la cité sicilienne d'étendre son influence commerciale sur la mer Tyrrhénienne. L'« empire tusco-carthaginois » laisse peu à peu place à un nouvel empire maritime, autour des cités de Syracuse, Cumes puis Tarente.

## L'expansion romaine duVejusqu'au milieu duIVesiècle

### L'évolution des relations entre Rome et la ligue latine

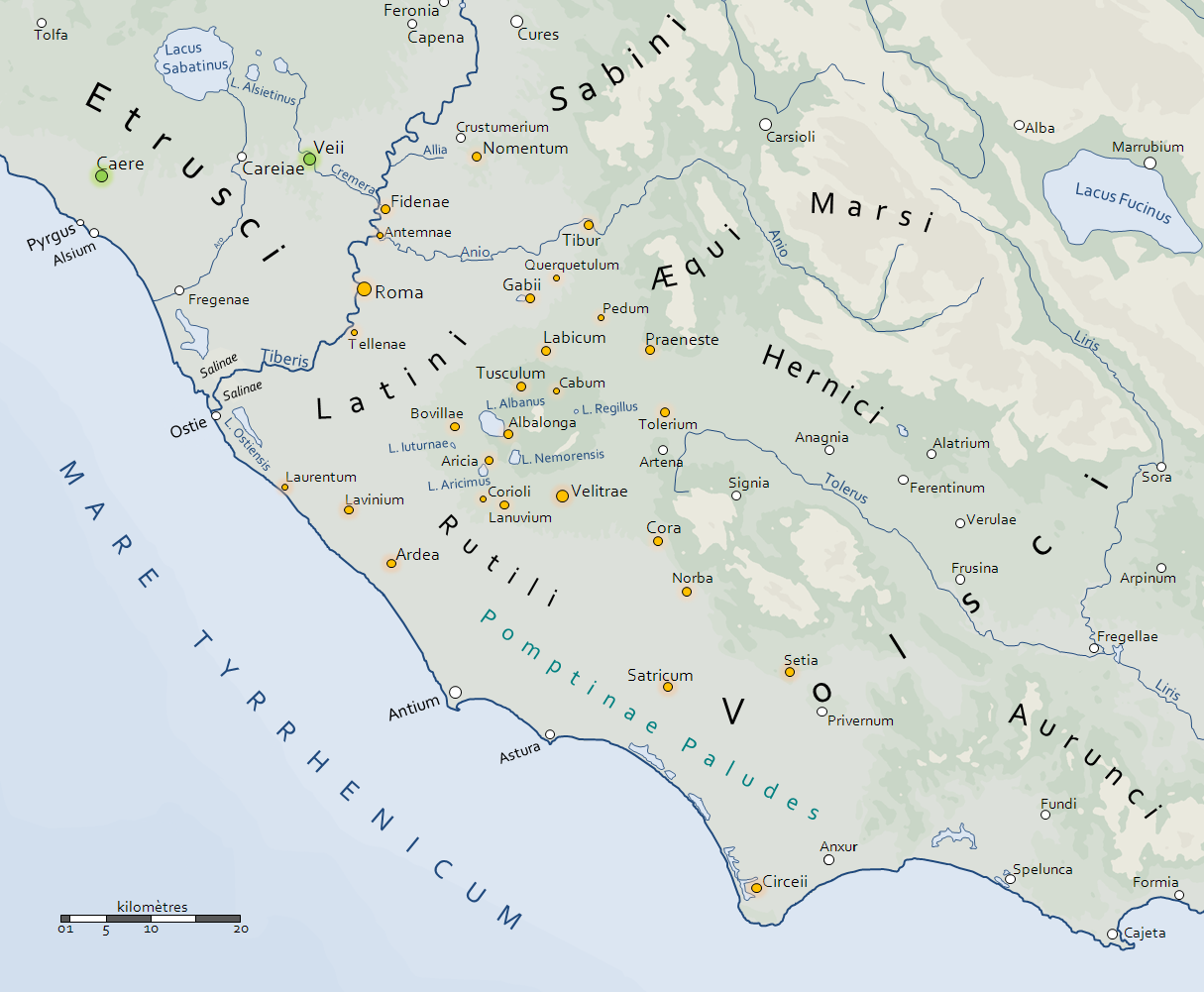
Carte du Latium antique avec la ligue latine.

Selon la tradition, Rome remporte une victoire sur les Latins au lac Régille, en 499 ou 496 av. J.-C., suivie par la ratification d'un traité d'alliance, le fœdus Cassianum de 493 av. J.-C., du nom du consul Spurius Cassius Vecellinus. Cette bataille ne se termine sans doute pas par une victoire décisive de Rome. Le traité établit la paix perpétuelle entre les confédérés ainsi qu'une assistance réciproque dans la guerre,. Il est possible qu'à la suite de la chute des Tarquins, qui se sont alors alliés aux cités latines, ce traité permette la réintégration de Rome au sein de la ligue, mais non plus en tant que simple cité subordonnée parmi d'autres, mais en tant que cité-État pouvant traiter d'égal à égal avec l'ensemble des autres cités,. De plus, les Volsques et les Aurunces, ou encore les Èques et les Sabins, font peser une menace sur la frontière méridionale et orientale de la ligue latine, et Rome s'aménage ainsi un anneau protecteur autour d'elle.
Membre de la ligue latine tout au long du Ve et au début du IVe siècle, Rome envoie lorsque son tour vient un général pour exercer le commandement de l'armée confédérale. Ainsi, la conquête romaine de cette époque est en fait une « conquête latine ». D'ailleurs, toutes les colonies déduites sur cette période sont des colonies dites latines, dont elles gardent le statut particulier. Les premières colonies dites « romaines » datent seulement de 335 av. J.-C., après la dissolution de la ligue latine. Il est très probable que lorsque les historiens antiques parlent d'un consul romain à la tête d'une armée d'alliés, il s'agit en fait d'un dictator Latinus.
La colonisation initiale est essentiellement défensive et à l'initiative des Latins et des Herniques, face aux Èques avec Labicum et Vitellia et face aux Volsques avec Velitrae, Norba, Antium et Ardée, puis devient plus romaine et offensive avec des colonies plus lointaines comme Circeii, Satricum et Setia, ainsi qu'au nord, où cela concerne avant tout Rome pour face aux Étrusques, avec Sutrium et Nepete.
Au fil du Ve siècle, les différentes cités prennent de plus en plus d'initiatives et des guerres éclatent entre différents membres de la ligue. Ainsi, les cités gagnent petit à petit la liberté de conclure des traités indépendamment des autres cités de la ligue. On retrouve une telle désunion parmi les douze peuples étrusques à la même période. La cité prend le pas sur les confédérations ethniques, et c'est particulièrement le cas de Rome. Le commandement alterné des troupes de la ligue latine tombe en désuétude, les Latins qui émigrent à Rome deviennent citoyens romains, et l'alliance entre égaux devient illusoire.

### Les premières guerres contre les Sabelliens

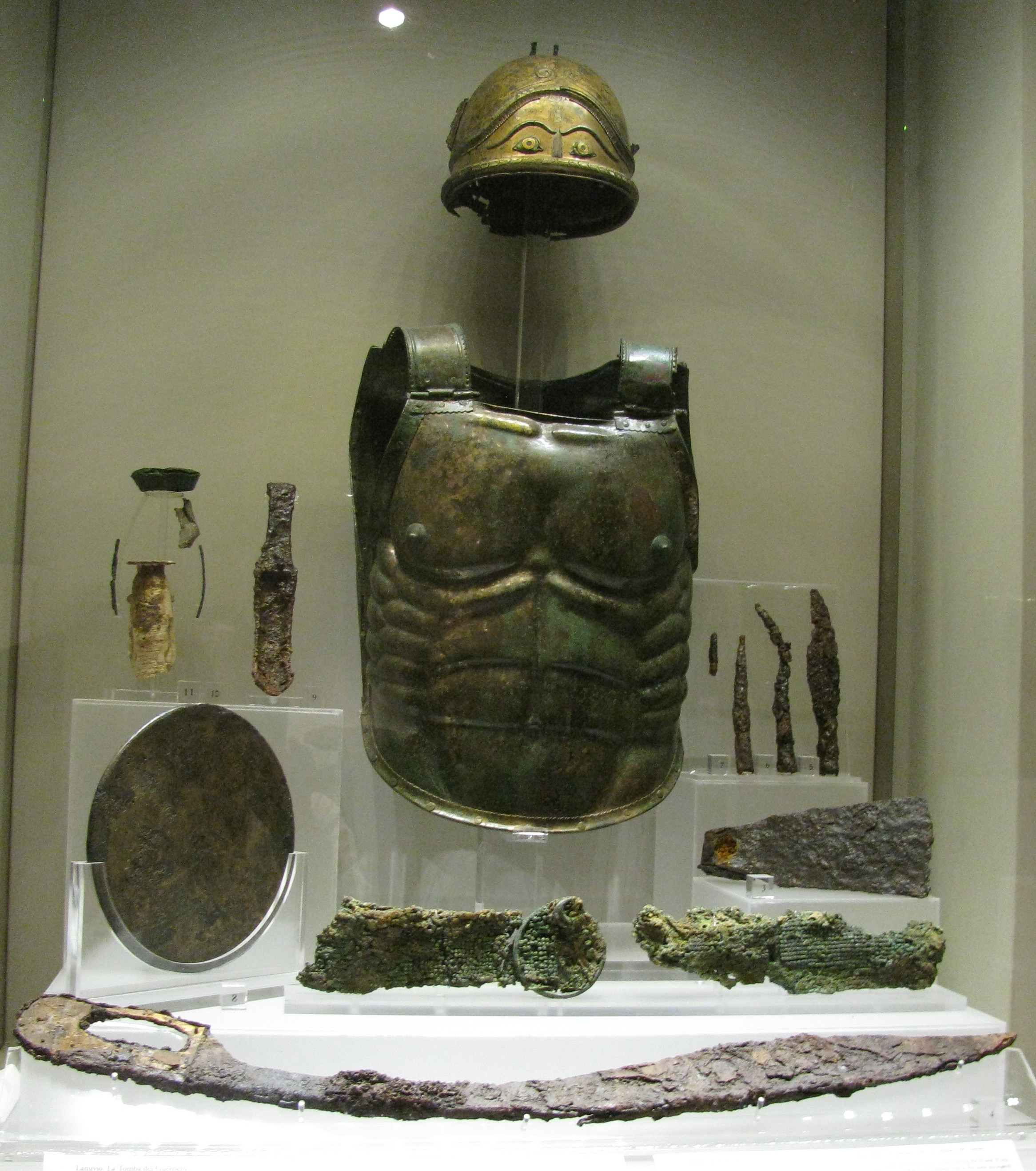
Armement hoplitique, tombe de guerrier du à Lanuvium, voisine de Rome

À partir de la fin du VIe siècle, les peuples sabelliens de l’Apennin commencent à sortir des montagnes et à menacer les plaines et les régions côtières d'Italie. Parmi ces peuples, Rome côtoie depuis longtemps les Sabins, proche des Latins, les Herniques et les Èques depuis des décennies, mais aussi les Volsques, les Aurunces, les Marses, puis les Samnites qui envahissent la Campanie au milieu du Ve siècle et, plus au sud, les Lucaniens, qui submergent toute la péninsule calabraise,,.
Au cours des premières années du régime républicain, Rome est engagée dans une série de conflits qui l'oppose aux Sabins, aux Aurunces ou encore aux Volsques. Rome apparaît comme une cité sur la défensive subissant continuellement les attaques de ses ennemis et non plus comme une cité puissante étendant sa loi sur le Latium.
Toute la partie méridionale de la région passe aux mains des Volsques au tout début de ce siècle. Ils arrivent par la haute vallée de la Liris, puis la région de Privernum et s'installent dans les marais pontins. Ils séparent alors le Latium de la Campanie et leur arrivée marque la rupture de l'union culturelle qui avait réuni jusque-là la Campanie, le Latium et l'Étrurie méridionale. Toute la région pontine, de Circeii à Velitrae en passant par Satricum tombe aux mains des Volsques dans la première partie du Ve siècle.
Les Herniques forment une ligue autour de la ville d'Anagni dans la vallée du Tolerus et au nord-est de la cité de Signia. Cette dernière est renforcée en 491 av. J.-C. et devient un avant-poste face aux peuplades italiques. Situés entre les Èques et les Volsques, ils manifestent une hostilité nouvelle contre les Latins mais la période de conflit est de courte durée et ils se rallient aux Latins et à Rome dès 486 av. J.-C. selon la tradition,,.
Les Èques sont établis au nord des Herniques depuis longtemps eux aussi, de la haute vallée de l'Anio, au contact des Latins de Tibur et Préneste,. Au Ve siècle, ils font preuve d'une agressivité nouvelle, renouvelant année après année leurs offensives, souvent en liaison avec les Volsques.
Les Sabins font de nombreuses descentes dans le Latium jusqu’au milieu du Ve siècle avec notamment le raid de 460 av. J.-C. d'un chef sabin qui se serait emparé du Capitole et c'est l'armée latine d'un dictateur tusculan qui libère la colline,. Plus proches de Rome que les Volsques et les Èques, ils menacent directement l'Urbs. Après 448 av. J.-C., on n'entend plus parler d'eux.
Le Ve siècle, dans le récit des historiens antiques, notamment Tite-Live, est une longue suite de guerres menées dans le voisinage de l'Urbs. On voit reparaître continuellement le nom des mêmes ennemis qui, régulièrement repoussés, n'en reprennent pas moins leurs attaques dès l'année suivante. Ces ennemis sont principalement les Volsques et les Èques pour lesquels il y a peu d'années, du moins jusqu'au milieu du siècle, où ils ne laissent pas les Romains et les Latins en paix,. En 442 av. J.-C., la cité d'Ardée est organisée en colonie pour faire face aux Volsques.
Ce sont surtout Préneste, proche des Èques, ou encore Tusculum, plutôt que Rome, qui sont menacées par ces raids. C'est la ligue latine qui organise la défense et non Rome,. Rome et les Latins sont entourés par des voisins hostiles qui ont sensiblement amputé leur territoire au début du Ve siècle et qui ne cessent de les harceler par des raids répétés. L'objectif de ces expéditions est de rapporter le plus de butin possible et les Italiques ne cherchent pas à affronter Rome et les Latins en bataille rangée.
C'est seulement à la fin du Ve siècle que Rome et les Latins reprennent l'offensive après avoir bloqué et repoussé les incursions italiques. Au tournant du Ve au IVe siècle, la situation aux frontières méridionales du Latium change. Désormais les Volsques et les Èques ne constituent plus la menace permanente qu'ils ont représentée tout au long du Ve siècle. Une colonie romano-latine déduite à Velitrae verrouille alors la voie d'invasion privilégiée par les troupes groupées des Volsques et des Èques contre les cités latines, et en 406 av. J.-C., la cité volsque d'Anxur est prise par les Romains.

### Les guerres entre Rome et Véies

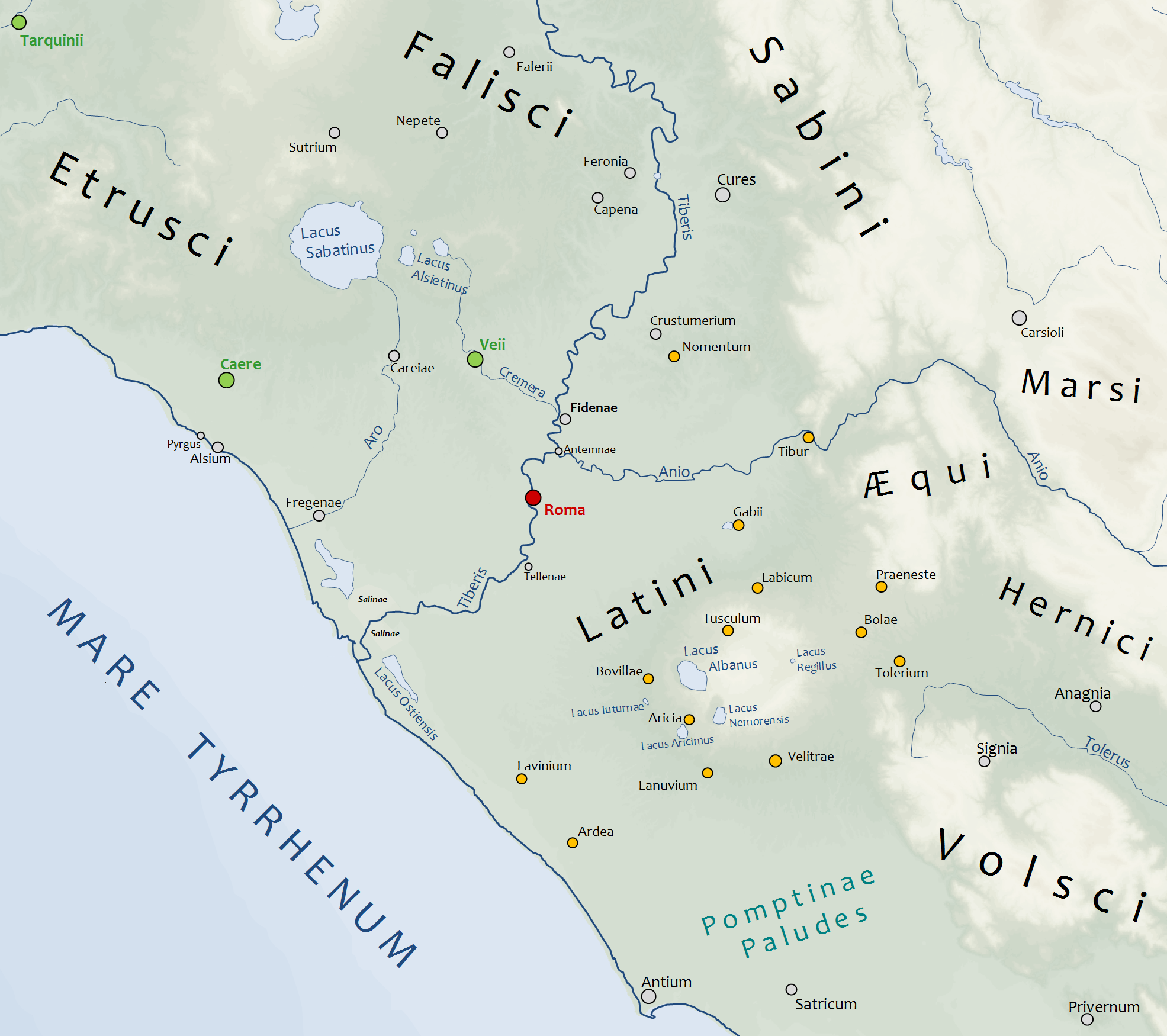
Carte des environs de Rome.

Tout au long du Ve siècle, Rome et Véies alternent les guerres et les trêves. Véies est la cité la plus au sud de la confédération étrusque, et contrôle notamment Fidènes en amont du Tibre par rapport à Rome et l'exploitation des salines,. Si l'on suit la tradition,, la rivalité entre les deux villes remonte aux temps de Romulus et Ancus Marcius, mais il semble au contraire que les relations entre les deux villes sont bonnes à l'époque de la monarchie romaine.
Une première guerre oppose Rome et Véies et se termine par un statu quo en 474 av. J.-C. suivi d'une trêve de quarante ans. La célèbre bataille du Crémère en 477 av. J.-C. est un épisode de ce conflit. En 438 av. J.-C., commence une deuxième guerre qui voit Fidènes tomber aux mains des Romains vers 425 av. J.-C. Enfin, vers 408 av. J.-C., éclate la dernière guerre entre les deux cités. En 396 av. J.-C., Véies est prise par l'armée romaine menée par Camille. La chute de Véies au sud de l’Étrurie se produit au même moment que la perte de l'Étrurie padane au nord face à l'invasion celtique : il s'agit là de deux coups durs pour la puissance étrusque,.
Cette conquête de Véies est marquée par l’annexion de son territoire, voisin de celui de Rome, la distribution de ses terres, la création de quatre tribus rustiques quelques années plus tard et l’incorporation civique de l’essentiel de sa population.
En 395 av. J.-C., peu de temps après la chute de Véies, les Romains s'emparent de Sutrium et de Nepete, d'anciennes places fortes étrusques situées en terres falisques. Les Capénates, peuple italique situé non loin de Faléries, passent aussi sous domination romaine.
Les cités étrusques de Volsinies, de Vulci et de Tarquinia se trouvent dorénavant en contact ou non loin de la puissance romaine. Alors que ces cités ne se sont senties que très peu concernées par la guerre entre Rome et Véies, elles semblent dorénavant réagir. Des raids de Volsiniens sont notés par Tite-Live en 392 et 391 av. J.-C.
Néanmoins, Rome ne contrôle toujours qu'un petit territoire et ses succès militaires demeurent mineurs à l'échelle de l'Italie mais finissent quand même par attirer l'attention des Grecs, culture dominante à l'époque. Les Latins, les Sabins, les Samnites et les autres peuples présents dans la partie centrale de la péninsule, les colonies grecques au sud et les Celtes, parmi lesquels les Gaulois, au nord, se partagent encore le contrôle de l'Italie.

### L'invasion gauloise de Brennus
En 390 av. J.-C. selon Tite-Live, ou 386 av. J.-C. selon la chronologie grecque, Rome est mise à sac par les Gaulois. Ces derniers sont peut-être un pion, à la solde du tyran Denys l'Ancien, dans la guerre que se livrent les Syracusains et les Étrusques. Les Gaulois, peut-être au retour de leur périple jusque peut-être en Iapygie, sont pris en embuscade et massacrés par les troupes étrusques de Caeré,.
Depuis la chute de Véies, Rome et Caeré sont voisines, et ont des relations très étroites, les Caérites accueillant les réfugiés romains et les objets sacrés lors du raid gaulois,. Rome octroie à la cité amie le droit d'hospitalité publique, ainsi qu'un certain nombre de privilèges. Il s'agit peut-être d'une alliance maritime, Caeré ayant besoin du bois du Latium pour sa flotte et les deux cités cherchent peut-être à enrayer l'avancée syracusaine, menée par le tyran Denys l'Ancien, en ce début de IVe siècle av. J.-C.
En 367, 361, 360 et 349 av. J.-C., Rome doit faire face à des raids gaulois.

### Les guerres romaines dans le Latium

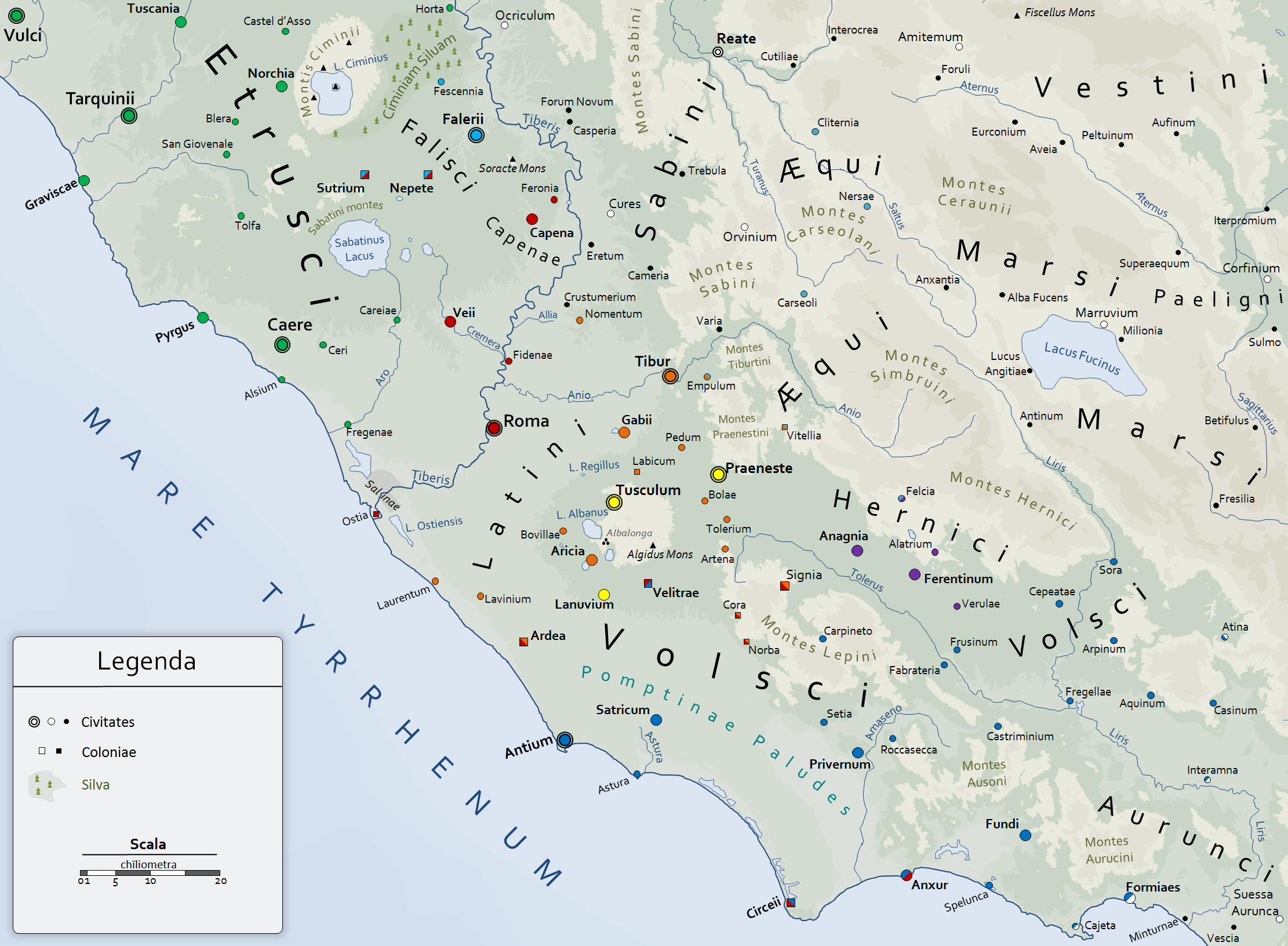
Carte du Latium au lendemain du sac de Rome.

Peu après le sac de Rome par les Gaulois, l'alliance de Rome avec les Latins et les Herniques est mise à mal, ces derniers ayant abandonné Rome à son sort selon les auteurs antiques. La ligue latine se désolidarise, et des cités prennent de l'ampleur, telles que Préneste et Tibur. Celles-ci n'hésitent pas à appeler à leur aide les Gaulois ou les Volsques.
Différentes guerres, trêves et enfin traités assurent alors à Rome une domination sur certaines cités latines. Par ailleurs, entre 362 et 358 av. J.-C., un conflit éclate avec les Herniques et s'achève par la soumission de ce peuple à Rome dont le territoire passe dorénavant sous domination romaine. Entre 358 et 353 av. J.-C., Rome obtient la soumission de plusieurs villes latines, dont la capitulation de Tibur et la paix avec Préneste,. La ligue latine se retrouve restaurée avec d'une part Rome, et d'autre part les cités latines.
De plus, les terres volsques sont pacifiées, à la suite d'une série de conflits qui s'étalent tout au long du IVe siècle av. J.-C. Les terres latines autour des monts Albins, la vallée hernique du Tolerus et les marais pontins volsques sont alors sous domination romaine. En 345 av. J.-C., la cité volsque de Sora, dans la haute vallée de la Liris, mène Rome au-delà des limites du Latium antique et au contact des Samnites.

### Les guerres contre des cités étrusques
Alors que Rome entretient de bonnes relations avec les Étrusques, et surtout avec Caeré pendant vingt années entre 380 et 360 av. J.-C., l'alliance avec cette cité est dénoncée à la suite d'un raid étrusque de Tarquinia en 359 av. J.-C. ayant pu se faire avec le concours de Caeré. Rome est aussi en conflit avec les Falisques de Faléries.
Cependant, une nouvelle invasion gauloise ainsi que le réveil de Syracuse, vieille ennemie des Étrusques, rapprochent à nouveau Rome des Étrusques vers 350 av. J.-C., et notamment de Caeré qui intègre la sphère d'influence romaine.

## La conquête romaine de l'Italie

### Rome et ses voisins au milieu duIVesiècle
Au milieu du IVe siècle av. J.-C., la République romaine étend sa domination sur ses alliés de la ligue latine et sur les terres volsques et herniques du Latium. L’Urbs éprouve par contre des difficultés internes avec la lutte politique entre patriciens et plébéiens,.
En Étrurie méridionale, les terres de Véies sont romaines, et après des conflits avec les autres cités, Rome se rapproche à nouveau des Étrusques et est alliée de longue date avec Caeré,. Rome possède deux colonies sur les terres falisques, Sutrium et Nepete, et Faléries possède une trêve avec Rome.
À l'est des Étrusques, les Ombriens vont apparaître dans l'histoire romaine. C'est un peuple situé entre le Haut-Tibre et les Apennins. Au nord-est de Rome, on trouve les Sabins. Ils ont disparu de l'histoire romaine après 448 av. J.-C., alors qu'ils mènent jusque-là des raids contre Rome. Au sud des Sabins se trouvent les terres des Èques, qui ont probablement été vaincus par Rome vers 388 av. J.-C., mais non soumis.
Voisins des Èques, autour du lac Fucin, entre la Sabine et le Samnium, se trouvent les Marses, décrits comme de rudes montagnards. Ils forment peut-être une confédération avec leurs voisins à l'est, les Vestins et les Marrucins, sur la côte adriatique. Les Frentans, tribu proche des Samnites, sont situés plus au sud sur la côte adriatique, puis des cités comme Arpi ou Luceria et le peuple des Dauniens, en Apulie.
Les Samnites sont divisés en au moins quatre tribus : les Pentriens, les Caracéniens, les Caudiniens et les Hirpins. Ils sont dispersés sur un vaste territoire appelé le Samnium, bordé au nord par les montagnes de la Maiella, dans la partie supérieure des Abruzzes. Au sud-ouest des Samnites, les Lucaniens s'étendent sur une région qui couvre une partie de la Basilicate, région montagneuse donnant sur la mer Tyrrhénienne.
En Campanie, un État osque s'est formé autour de la riche Capoue étrusque et de la Cumes grecque, sous pression des Samnites,. Les riches terres fertiles d'Apulie au sud, de la vallée du Liris au nord et surtout celle à l'est de Campanie sont une tentation permanente pour les raids samnites et les pillages.
Au nord de la Campanie entre le Liris et le Volturno, sur les confins du Samnium, est installé un autre peuple osque, les Sidicins. Leur capitale est Teanum Sidicinum. Entre les rivières de la Liris et du Volturno, le long de la côte tyrrhénienne, on trouve les Aurunces, à la frontière entre Latium et Campanie.

### La suprématie romaine dans le Latium et en Campanie

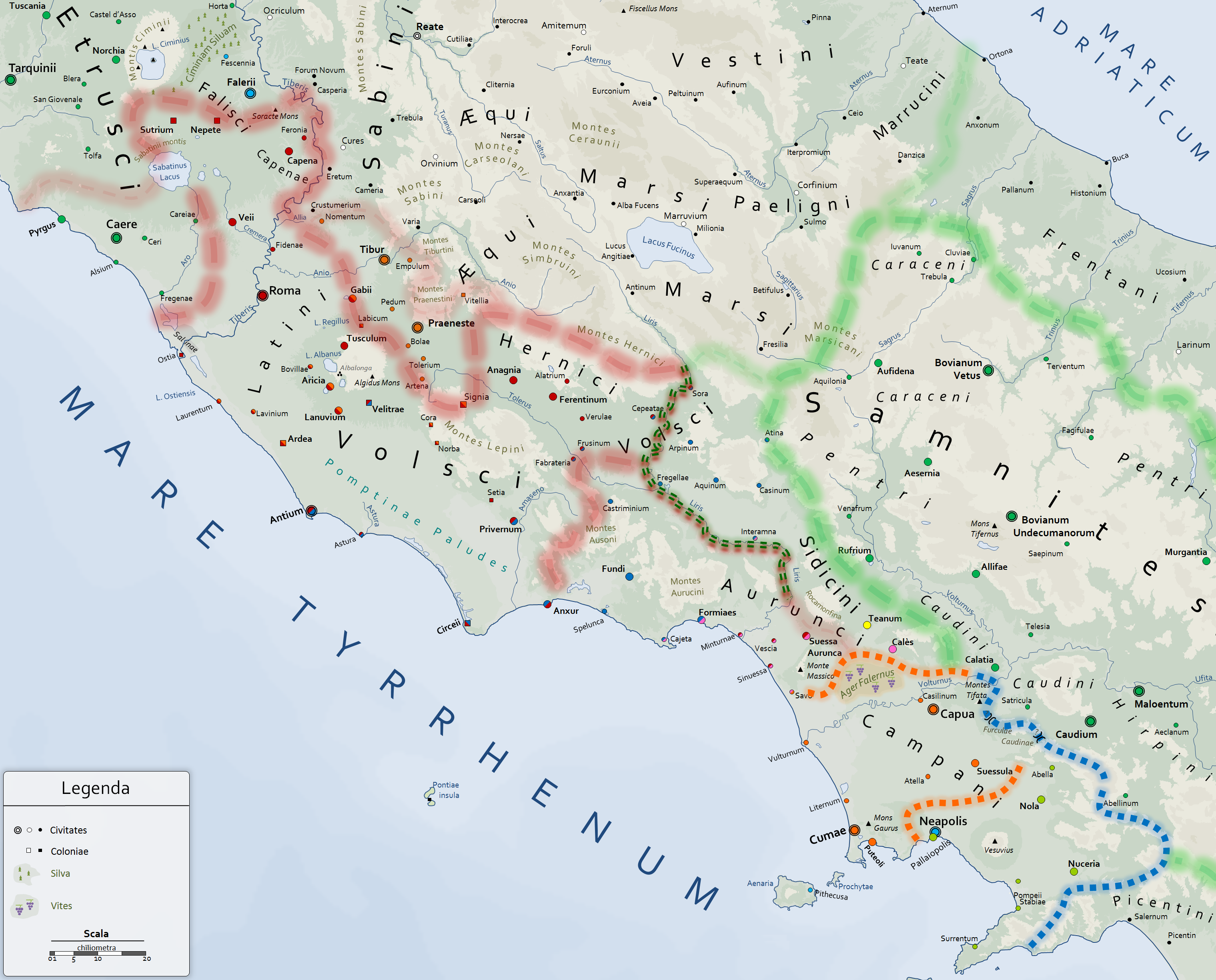
Carte du Latium et de la Campanie au milieu du à la veille de la première guerre samnite.

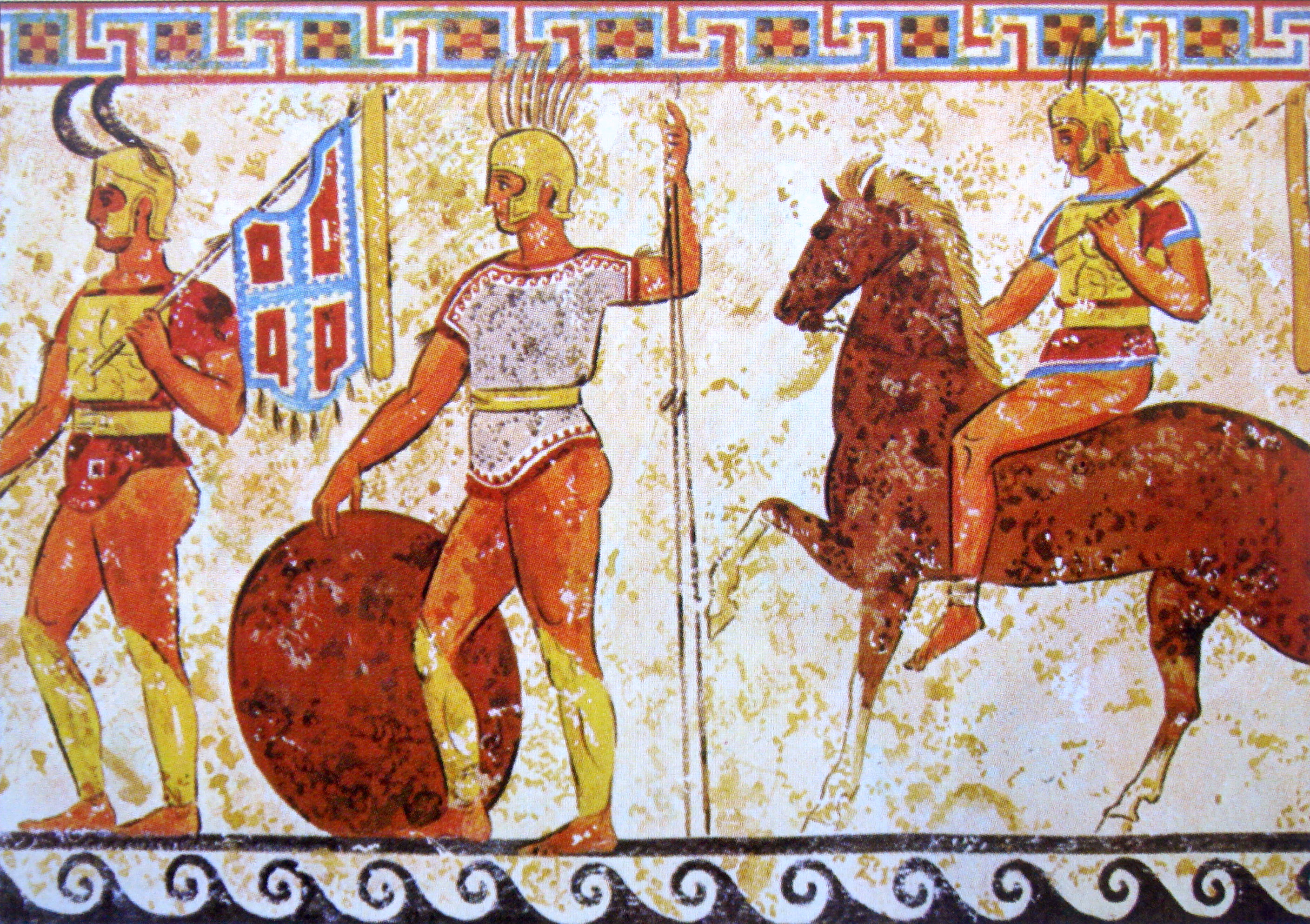
Soldats samnites, d'après une frise décorant un tombeau à Paestum en Lucanie, IVe siècle av. J.-C.

#### La «deditio» de Capoue
En 354 av. J.-C., Rome ou la ligue latine conclut un traité d'amitié et d'alliance avec la confédération samnite,.
Cependant, vers 343 av. J.-C., les Samnites des montagnes menacent les Sidicins de Teanum à la limite du Latium et de la Campanie. Les Sidicins font en appel aux Campaniens de Capoue, qui se tournent vers Rome. La tradition veut qu'ils prononcent la formule du deditio, ce qui est probablement anachronique et permet de justifier l'intervention romaine : alliés aux Samnites d'une part, les Campaniens ayant mis corps et biens à Rome, les Romains s'engagent auprès des Campaniens dont l'État est maintenant romain.
C'est la première guerre samnite. Les Romains défont le peuple montagnard en deux occasions mais ils ne profitent pas de leur avantage, obligés de se retirer à cause de la révolte de plusieurs de leurs anciens alliés latins. Rome renouvelle alors l'alliance avec les Samnites et combat à leur côté contre les Sidicins, les Campaniens et les Latins, dont l'abandon de Teanum est un coup dur pour leur économie commerciale. Ainsi s'enchaîne à la première guerre samnite la guerre latine.

#### La dissolution de la ligue latine
Malgré l'alliance entre Rome et la confédération samnite, les Latins ne se découragent pas et reforment véritablement la ligue latine pour mener la guerre. Anéantis sur le champ de bataille, les Latins doivent se soumettre,. La guerre latine aboutit à la dissolution de la confédération latine ainsi que la soumission presque définitive des Volsques.
Le statut de chaque cité et chaque peuple de la ligue est décidé individuellement par Rome, et se traduit par la perte de leur indépendance pour toutes et des dispositions particulières pour chacune. Lanuvium, Aricie, Nomentum, Pedum et Tusculum ont le droit de cité avec participation aux élections (civitas cum suffragio). Tibur et Préneste sont des villes alliés (civitates foederatae), perdant une partie de leurs territoires. Velitrae est détruite et ses habitants déplacés sur la rive droite du Tibre. Une colonie est installée à Antium, dont le port devient romain. Les Antiates pouvant devenir eux-mêmes colons,.
Les Latins sont dorénavant obligés de s'inscrire au cens et surtout de servir dans les légions romaines, Rome gagnant là énormément d'effectifs supplémentaires.

#### La domination romaine en Campanie
Rome ayant réorganisé le Latium et le dominant sans partage, elle se tourne vers l'État campanien de Capoue qui l'a appelé à l'aide en 343 av. J.-C. L'aristocratie locale des chevaliers campaniens est restée fidèle à Rome pendant les deux guerres entre 343 et 338 tandis que des éléments populaires ont toujours été hostiles aux Romains et se seraient même, selon Rome, alliés à leurs ennemis.
Les chevaliers de Capoue, Cumes et Suessula reçoivent le droit de cité complet, la citoyenneté romaine, leur permettant d'intégrer la noblesse romaine. La plèbe est taxée d'une amende annuelle qui est versée aux chevaliers campaniens,,. En 334 av. J.-C., c'est tout le peuple de Capoue qui reçoit le droit de cité sans suffrage,,.
Rome cherche ensuite à s'assurer la liaison entre le Latium et la Campanie. À l'extrême sud du Latium, sur les anciennes terres des Ausones, Rome donne le droit de cité sans suffrage à Fundi et Formies, alors que le territoire de Falerne est récupéré au peuple de Capoue, en punition de sa prétendue défection,,,. Rome s'assure le contrôle des plaines riches et fertiles et s'empare de Rufrium et Allifae. Pour compléter le dispositif, là où Rome ne contrôle qu'une étroite bande côtière, où le Liris se jette dans la mer Tyrrhénienne et surtout où Teanum et le pays sidicin sont laissés dans la sphère samnite, une colonie « latine » est déduite à Calès en 334 av. J.-C. Cette colonie permet de sécuriser la liaison terrestre entre le Latium et la Campanie. C'est la première colonie créée depuis la guerre latine, elle marque la reprise de la colonisation exclusivement sous la tutelle romaine,.
Rome, au sortir de ces deux guerres, s’étend désormais du territoire de Véies jusqu'aux abords de la baie de Naples.
Cette domination romaine sur le Latium et la Campanie la met directement au contact des Samnites. Ainsi Rome cherche à compléter son dispositif de défense. Par exemple, en 328 av. J.-C., une colonie est déduite à Frégelles, pourtant sur la rive sud du Liris, dans la zone samnite,.

### Les guerres samnites

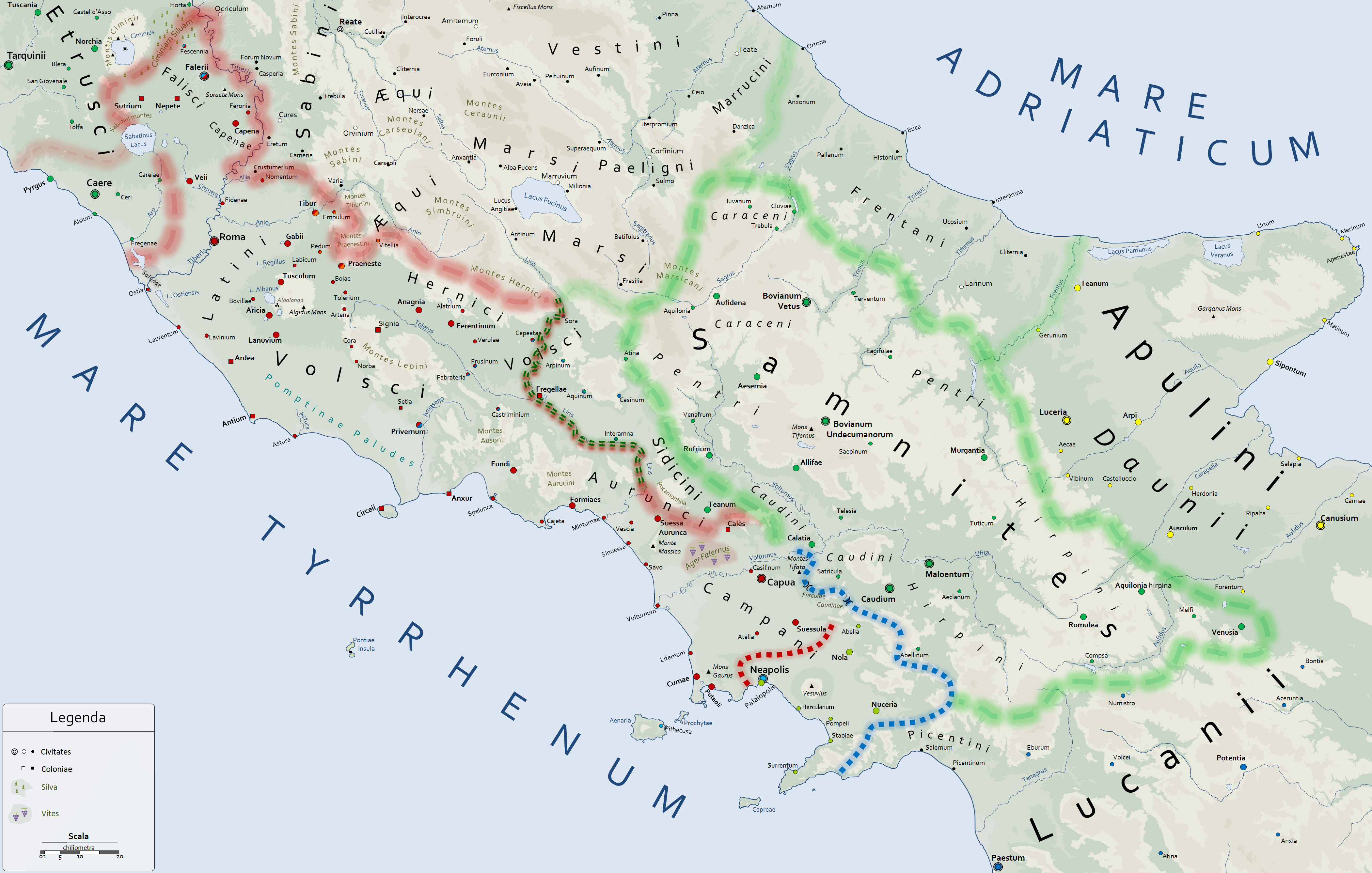
Carte du Latium, de la Campanie, du Samnium et du nord de l'Apulie au troisième quart du à la veille de la deuxième guerre samnite.

#### L'alliance avec Naples
Naples est restée une ville dominée par l'aristocratie grecque, mais celle-ci doit faire face aux éléments populaires. Un conflit oppose les nobles à la plèbe et aboutit à de graves troubles en l'an 327 av. J.-C. L'aristocratie penche pour une alliance avec Rome tandis que la plèbe se tourne ouvertement vers les Samnites,. Bien que Naples soit toujours une cité grecque, la ville a accueilli un grand nombre d'éléments italiques qui sont montés jusqu'au cercle dirigeant.
Les troubles internes à Naples sont le casus belli de la deuxième guerre samnite. Si Rome domine le nord de la Campanie autour de Capoue, les Samnites ont des alliés avec les cités du sud-est aux abords des montagnes qui délimitent la Campanie du Samnium, telles que Nola et Nuceria Alfaterna.
L'élément populaire napolitain, composé de nombreux osques, font appel aux Samnites. Deux mille guerriers de Nola et le double de Samnites viennent en soutien. Rome intervient l’année suivante en 326, et les chefs populaires préfèrent traiter avec les Romains, faisant partir leurs alliés italiques, et les deux cités nouent une alliance forte, Naples ayant comme seule obligation de mettre à disposition sa flotte si Rome est en guerre,. La cité grecque garde ses magistrats, ses cultes, sa monnaie et sa langue.

#### La deuxième guerre samnite

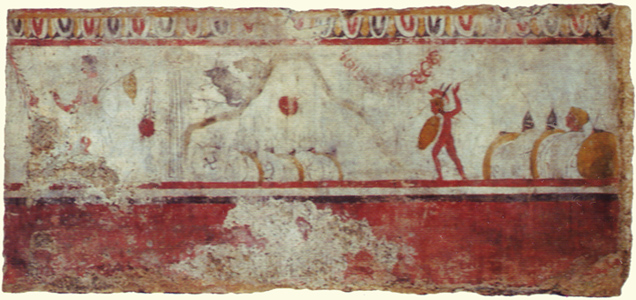
Bataille des Fourches Caudines où sont représentés des soldats samnites. Fresque lucanienne, Musée archéologique national de Paestum, vers 320 av. J.-C.

La deuxième guerre samnite commence par l’épisode de l'« affaire de Naples » en 327-326 av. J.-C., et Rome mène une stratégie de contournement en menant des opérations en Apulie sur l'appel de certaines cités contre des raids samnites, mais la première partie de la guerre se termine par le désastre romain des Fourches Caudines en 321 av. J.-C. L'armée romaine passe sous le joug et Rome doit accepter un traité de paix infamant.
La guerre reprend très rapidement, et il s'ensuit une série de victoires de part et d'autre, dont une lourde défaite romaine en 315 av. J.-C. à la bataille de Lautulae qui voit les Samnites couper la Campanie du Latium. Les Romains parviennent à reprendre le contrôle des marais pontins et de la liaison entre Capoue et Rome, mais les raids samnites se multiplient jusqu'aux portes de Rome. Cette dernière reprend le dessus vers 312 av. J.-C. Le conflit s'étend alors aux Étrusques, cependant les Romains l'emportent au Lac Vadimon en 310 av. J.-C. et cette guerre marque le début du déclin des Étrusques. Plusieurs peuples soumis ou proches se révoltent contre Rome dans les années suivantes, tels les Herniques, les Volsques, les Èques et les Marses. Rome parvient à mater les rébellions, à continuer ses opérations en Apulie où elle trouve de nouvelles cités alliées, et enfin à mener un raid audacieux et victorieux jusqu'à Bovianum en 305/304 av. J.-C.
La perte de cette capitale des Pentriens, principale tribu des Samnites, les incite à demander la paix bien que les forces samnites soient encore nombreuses et que la guerre ait essentiellement eu lieu en terres romaines. Cependant, les Samnites sont épuisés par plus de vingt années de guerre et cèdent la domination de la vallée du Liris, jusque-là partagée, et acceptent la domination romaine en Campanie et en Apulie.
Cependant, cette trêve permet à Rome d'étendre sa domination sur la Campanie tout entière, en commençant par Naples et l'alliance conclue en 326, mais aussi en assurant sa prise sur Capoue qui s'est révoltée en 315-314. De plus, Nola et Nuceria, alliées aux Samnites au début de la guerre, sont dorénavant des cités alliées à Rome. Plus proche de Rome, la vallée de la Liris est renforcée, avec des colonies latines déduites à Suessa Aurunca, l'île de Pontia, Interamna,, et la garnison de Sora est renforcée.
En 303, la colonie d'Alba Fucens est fondée, puis en 298, Carseoli qui permettent de surveiller les Èques et les Marses, ces deux peuples ayant tenté d'empêcher l'installation des colonies. Rome s'allie par ailleurs avec plusieurs peuples italiques, telles que les Péligniens, les Marrucins, les Frentans et les Vestins. Cela permet à la République romaine d'être liée à l'Apulie.

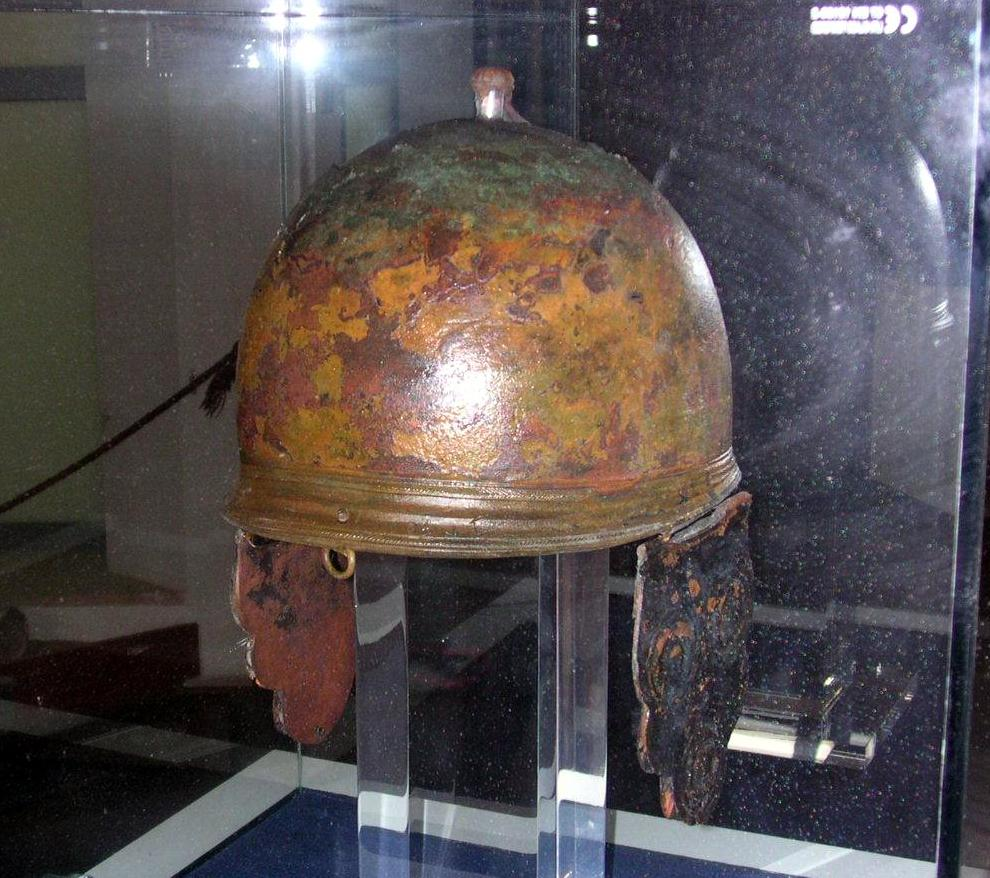
Casque étrusque à calotte et bouton central, IVe siècle.

Au nord, à la suite de la victoire sur les Étrusques et les Ombriens, Rome commence à jouer le rôle d'arbitre dans les conflits internes des cités étrusques. En Ombrie, Rome s'allie avec Ocriculum et déduit une colonie à Narni en 299. Sur la côté adriatique, les Romains s'allient avec les Picènes,.
Rome s'allie par ailleurs avec plusieurs peuples italiques, telles que les Marses, les Péligniens, les Marrucins, les Frentans et les Vestins. Rome sort plus puissante de cette longue guerre, ayant modernisé son armée et ses tactiques militaires, devenant le plus grand Etat d’Italie consolidé par de nombreuses alliances et déductions de colonies.

#### La troisième guerre samnite

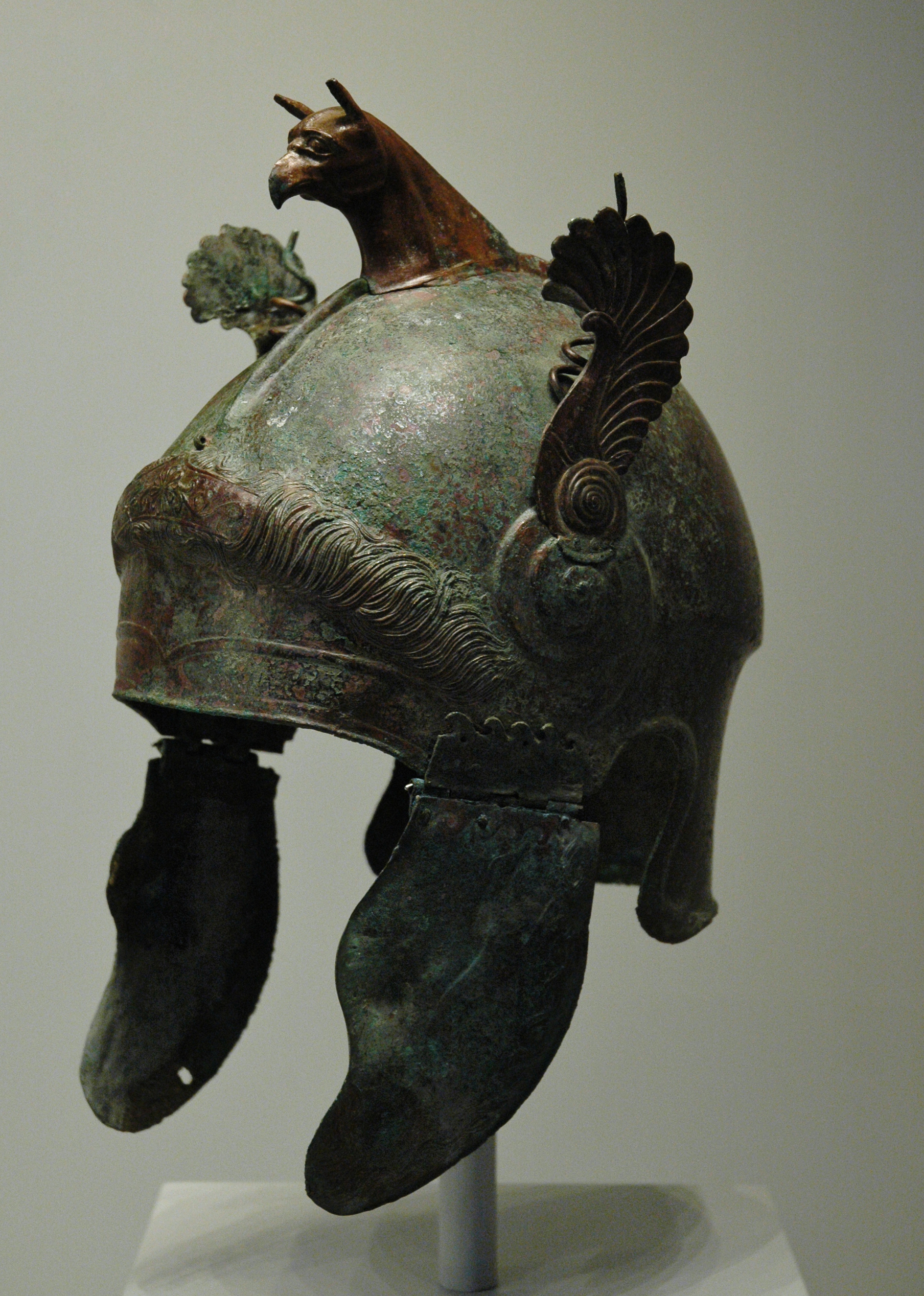
Un casque attique de cérémonie typique trouvé dans de nombreuses tombes samnites, vers 300 av. J.-C..

Ce conflit, parfois appelé « guerre italique », représente la première tentative des peuples de l'Italie centrale de s'unir contre Rome, les Samnites unissant leurs forces aux Étrusques, aux Ombriens et aux Gaulois dans le nord. Les premiers combats ont lieu dès 302 face aux Étrusques et 299 face aux Ombriens.
En 298, les hostilités reprennent avec les Samnites. Les Romains écrasent la coalition à la bataille de Sentinum en 295. Le territoire samnite est envahi et les Romains remportent la bataille d'Aquilonia en 293, subissant entre-temps quelques revers. Les Samnites, sans doute épuisés, demandent la paix, et pour la quatrième fois, le traité de 354 est renouvelé. Sous l'apparence d'un simple rétablissement de relations antérieures, les Samnites perdent une partie de leur territoire, acceptent de déplacer la frontière sur la haute vallée de la Vulturne, plus au sud-est que la Liris, et doivent surtout fournir des troupes à Rome en tant qu'alliés ainsi que des subsides. Les Samnites deviennent en réalité de « véritables sujets forcés d'obéir en tout à Rome ».
Les Sabins, qui se sont révoltés, se soumettent en 290. Jusque-là restés neutres, ils se sont probablement sentis menacés, voyant l'étau romain se refermer sur eux. La Sabine sera intégrée aux territoires romains en tant que civitas sine suffragio et des confiscations seront opérées.
Les Ombriens sont assujettis avec l'incorporation de cités comme Spolète ou Foligno et l'octroi de traités d'alliance avec Iguvium et Camerino.
En 283, les colonies d'Hatria, Castrum Novum, Sena Gallica sont créées, puis Ariminum en 268, les deux dernières sur les terres des Sénons, et Firmum en 264. Dans le Samnium, une colonie est déduite à Bénévent en 268 et une autre à Aesernia en 263.

### De la Calabre au sud à l'Étrurie au nord

#### Tarente et la Grande-Grèce

La route de Pyrrhus Ier pendant sa campagne en Sicile et dans le sud de l'Italie.

Au début du IIIe siècle av. J.-C., Rome est devenue incontournable dans la Péninsule italienne mais n'est pas encore entrée en conflit avec les Carthaginois et les royaumes grecs, les plus grandes puissances militaires du bassin méditerranéen. Les Romains ont définitivement soumis les Samnites et les cités latines et ont grandement réduit la présence étrusque dans la région. Néanmoins le sud de l'Italie est toujours sous le contrôle des colonies grecques de Grande-Grèce qui ont offert leur soutien aux Samnites. Le conflit devient inévitable.
Tarente et Rome ont un accord depuis 302 sur leurs zones d'influence respectives, et les aristocraties des deux cités se rapprochent.
En 282, Thurii appelle Rome à l'aide plutôt que Tarente, toute proche. Les Romains repoussent les Lucaniens menaçants et établissent une garnison à Thurii, tout comme à Hipponium, Locres et Crotone. Rome établit aussi une garnison, composée de Campaniens, à Rhégion à la pointe du Bruttium, mais celle-ci se mutine, s'empare de la ville et s'allie avec les Mamertins de Messine. Il faut attendre dix ans, et l'an 270, pour que cette rébellion soit réprimée. Les Romains envoient même une flotte dans le golfe de Tarente, au mépris de l'accord ratifié en 302, et subit une lourde défaite. La plèbe de Tarente prend le dessus sur l'aristocratie tarentine favorable à Rome, Thurii est reprise, les nobles bannis et Pyrrhus Ier d'Épire appelé à l'aide. Afin d'honorer ses obligations envers Tarente et attiré par la gloire militaire, Pyrrhus débarque en Italie en 280 à la tête d'une armée de 25 000 hommes et de quelques éléphants de guerre auxquels s'ajoutent des colons grecs et une partie des Samnites qui se sont révoltés contre Rome.
Pyrrhus mène des campagnes en Italie et en Sicile, couronnées de succès sur le champ de bataille, mais son expédition se solde au bout de six années, entre 280 et 275, par un échec. Rome subit une lourde défaite en 280 et voit Pyrrhus avancer jusque Anagni voire Préneste, sans aller plus loin, menacé par des alliés de Rome restés fidèles. L'armée romaine est une nouvelle fois vaincue en 279, mais Pyrrhus n'en profite pas. Contrairement à ce que Pyrrhus espérait, aucun autre peuple, mis à part les Grecs et les Samnites, ne rejoint sa cause. Devant les pertes de plus en plus importantes qu'il subit à chaque confrontation avec les Romains et devant son échec à se trouver d'autres alliés dans la Péninsule, Pyrrhus décide de se retirer d'Italie et se dirige vers la Sicile pour faire campagne contre les Carthaginois entre 278 et 276.
La campagne de Pyrrhus en Sicile s'avère être un nouvel échec et, à la demande de ses alliés italiens, il décide de retourner dans la Péninsule affronter les Romains. En 275, Pyrrhus rencontre l'armée romaine à la bataille de Bénévent. Pyrrhus réalise que ses troupes sont exténuées et fatiguées par tant d'années de campagne en territoire étranger. Le conflit risquant de s'enliser, Pyrrhus décide de se retirer complètement d'Italie,.
En 273, les Lucaniens, les Samnites et les Bruttiens sont vaincus et une colonie latine est fondée à Paestum. En 272, Tarente tombe et reçoit le statut de ville alliée, conserve son autonomie mais perd son indépendance et doit fournir sa flotte à Rome en cas de guerre. Les cités de Thurii, Meteponte et Locres se soumettent aussi.
En 270, Rhégion est reprise. En 268, les Picentins sont soumis par Rome, puis c'est au tour des Messapiens deux ans plus tard.

#### La fin de la conquête de l'Étrurie

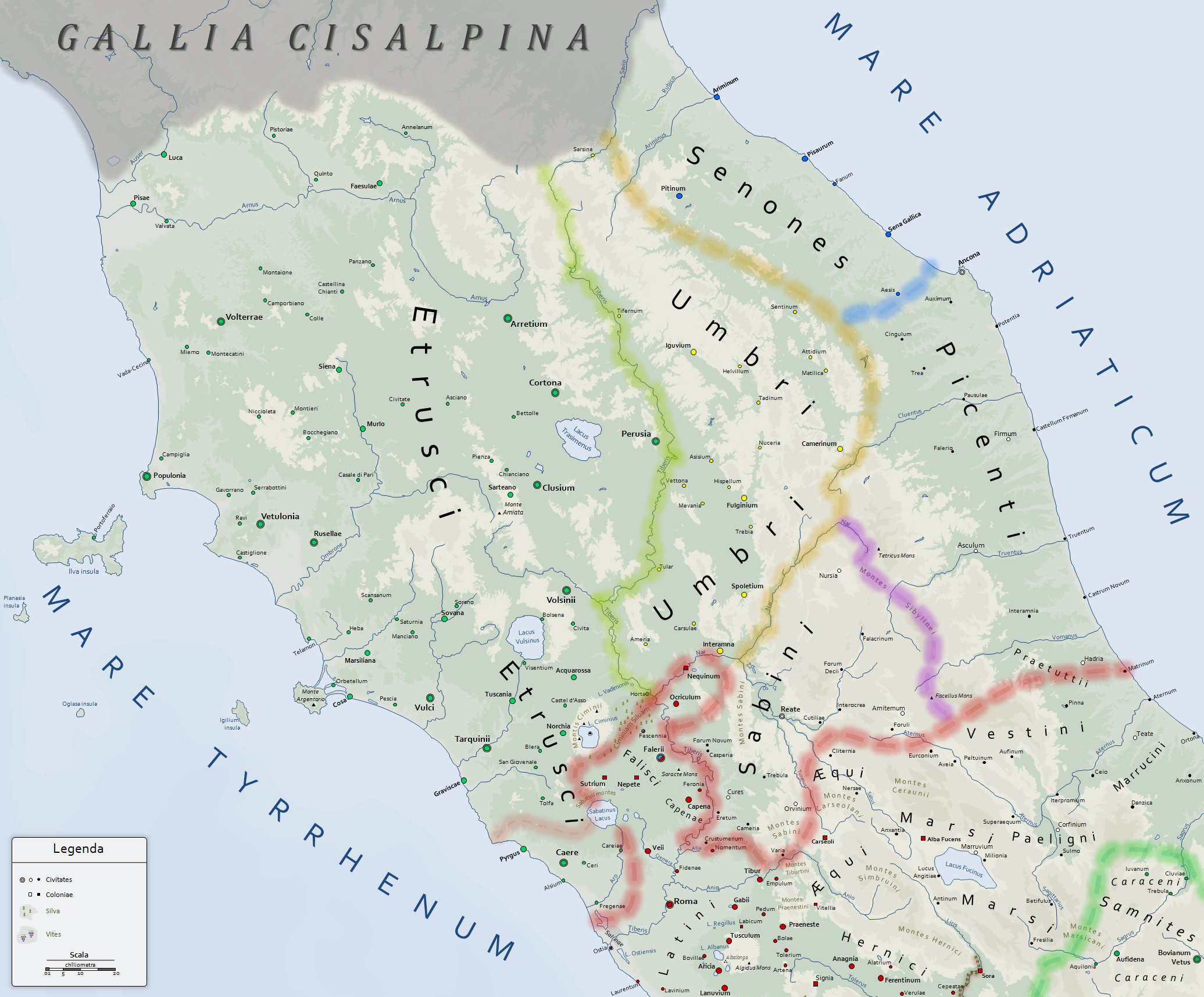
Carte de l'Étrurie, de l'Ombrie et du Picenum à la fin du

En 302 av. J.-C., à Arezzo, la plèbe locale tente de chasser la puissance famille étrusque des Cilnii qui dirige la ville. Ces derniers font appel à Rome et non à une autre cité étrusque pour se maintenir au pouvoir. Désormais, seule Rome est en mesure d'intervenir dans les affaires internes des cités étrusques. Entre 298 et 290 av. J.-C., les hostilités reprennent avec les Samnites. Ce conflit, parfois appelé « guerre italique », représente la première tentative des peuples de l'Italie centrale de s'unir contre Rome, les Samnites unissant leurs forces aux Étrusques, aux Ombriens et aux Gaulois dans le nord. La coalition est défaite à la bataille de Sentinum en 295 av. J.-C. et les Samnites sont soumis en 290 av. J.-C.
En 294 av. J.-C., la cité étrusque de Rusellae est détruite et sa population décimée. Volsinies, Pérouse et Arezzo se soumettent alors à Rome. Les Falisques de Faléries ainsi que Caeré, qui se sont rebellés, sont probablement soumis en 293. Le dernier sursaut étrusque a lieu en l'an 284 av. J.-C. Les cités étrusques de Vulci et Volsinies s'opposent à Rome mais elles sont contraintes d'accepter une paix très dure avec Rome en 280 av. J.-C.. Après l'annexion d'une part des terres de Vulci, Volsinies est la dernière cité étrusque encore libre. Cependant, une révolte de la plèbe locale chasse l'aristocratie de la cité, qui appelle alors Rome pour se rétablir. Les Romains s'emparent de la ville en 264 av. J.-C. et la détruisent. C'est la fin de l'Étrurie indépendante.
Toutes les cités étrusques, en dehors de Caeré, municipe sine suffragio, et des colonies, dont Cosa, reçoivent le statut de cités alliées (civitates foederatae), les obligeant à fournir autant d'hommes qu’en demande Rome, et une partie de leurs terres est confisquée,.

### Rome et l'Italie au milieu duIIIesiècle
La guerre contre Pyrrhus a dû avoir un grand retentissement à Rome. Elle a montré que les Romains sont en mesure de vaincre les armées les plus puissantes du bassin méditerranéen et que les royaumes grecs ne sont plus capables de défendre leurs colonies, en Italie et ailleurs.
Dominant maintenant la Péninsule italienne, et ayant prouvé sa valeur au combat et gagné une réputation internationale, Rome commence à s'étendre en-dehors de l'Italie. Au nord, les Romains ne semblent pas pressés d'affronter une nouvelle fois les Gaulois. Ils se tournent alors vers la Sicile et les îles de la Méditerranée occidentale, un choix qui va très vite les amener à entrer en guerre contre leurs anciens alliés, les Carthaginois.

## Les conquêtes autour de l'Italie ancienne

### L'annexion de la Sicile, de la Sardaigne et de la Corse

Carte de la première guerre punique.

À la fin de la première guerre punique, en l'an 241 av. J.-C., un premier accord de paix est trouvé entre Carthage et Rome sur une indemnité de guerre, mais il n’est pas ratifié par le peuple romain, et ses conditions sont aggravées : le traité définitif impose que les Carthaginois évacuent la Sicile et les îles entre la Sicile et l’Italie, c'est-à-dire les îles Éoliennes et les îles Égates, rendent tous les prisonniers de guerre sans rançon et s'engagent à payer une indemnité de guerre.
La Sicile est complètement dévastée, notamment sur la pointe occidentale et la façade méridionale. Rome l’annexe, ainsi que les îles Éoliennes et à l'exception de Syracuse qui reste indépendante et alliée de Rome. Tandis que Carthage est en conflit avec les mercenaires rapatriés entrés en rébellion, le parti dirigeant à Rome veille au respect des accords, et interdit aux commerçants romains la vente de ravitaillement aux rebelles, et les incite à répondre aux besoins d’approvisionnement de Carthage, comme le fait Hiéron de Syracuse. Mieux encore, Rome repousse les demandes d’aide des mercenaires révoltés de Sardaigne, et rejette l'offre d’Utique, qui a rejoint la rébellion, de passer sous l’autorité romaine.
L’attitude romaine change en 237 av. J.-C., alors que Carthage vient de rétablir l’ordre sur son territoire. À un nouvel appel des rebelles de Sardaigne, Rome oblige Carthage sous la menace d’une nouvelle guerre à lui céder cette île, et ajoute une indemnité de guerre au tribut imposé. La Corse passe peu après sous domination romaine. Les historiens romains prétendent par la suite justifier ces coups de force sous différents prétextes, notant que Carthage ne possédait plus ce territoire en révolte, ou en soutenant que ces annexions étaient conformes au traité, qui stipule la cession à Rome des îles entre la Sicile et l’Italie, donc la Sardaigne et la Corse,.
La Sicile devient la première province romaine, mais en partie seulement. Messine obtient les mêmes droits que les Italiens ; en tant qu’alliée de Rome, elle est astreinte à fournir des vaisseaux de guerre. Taormine se voit accorder le même statut de fédéré. Syracuse comme alliée plus autonome conserve la pointe sud-est de l’île.
Pour le reste de l’île, il faut inventer un nouveau mode de gouvernement, différent des régimes qui prévalent en Italie, avec un nouveau préteur crée en 227 av. J.-C. pour cette provincia, et l’exploitation de populations qui ne participent plus à la défense romaine comme alliées et sont cantonnées au versement de redevances au Trésor romain. Les cités qui comme Ségeste, Centuripe et Palerme ont soutenu Rome sont des villes libres exemptées de tout prélèvement, le reste du territoire paie tribut sous forme de dîme sur la production agricole (decima), de droits de douane (portoria) et de pâturage (scriptura). Le recouvrement de ces impositions est affermé par le préteur à des particuliers, ville par ville, ce qui dispense Rome de mettre en place une administration fiscale. Les terres confisquées par Rome sont louées. La Sicile devient ainsi la première des terres à blé outre-mer qui desserviront Rome.

### La conquête romaine de la Gaule cisalpine

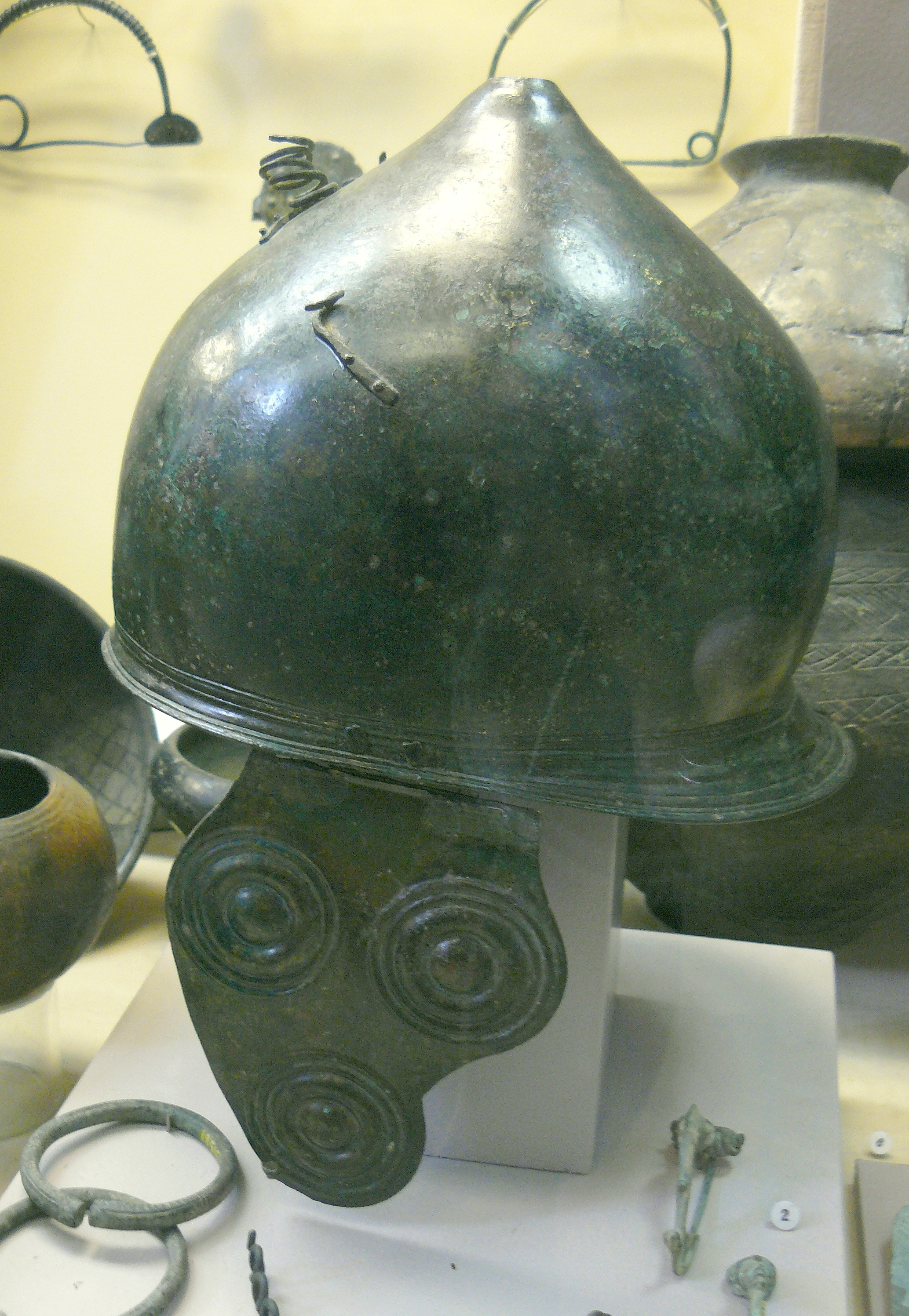
Casque gaulois cisalpin en bronze

Entre 238 et 223 av. J.-C., Rome combat les Ligures ainsi que les Boïens, des peuples de Gaule cisalpine au sud du Pô. En 222 av. J.-C., pour la première fois, l'armée romaine se rend au-delà du Pô et se répand dans la Gaule cisalpine. La bataille de Clastidium vaut à Rome la prise de la capitale des Insubres, Mediolanum. Afin de consolider sa domination, Rome créé des colonies à Plaisance, dans le territoire des Boïens, et dans celui des Insubres à Crémone.
Après la deuxième guerre punique, les Gaulois révoltés sont vaincus en 200 av. J.-C. à la bataille de Crémone et en 194 av. J.-C. à la bataille de Modène. La conquête de la Gaule cisalpine est accomplie avec la soumission des Boïens. Quelques décennies plus tard, vers le milieu du IIe siècle av. J.-C., la soumission de tous les Celtes de la plaine du Pô est attestée.

### Les Italiens dans la deuxième guerre punique
Les Gaulois se révoltent lors du passage d'Hannibal au début de la deuxième guerre punique après son passage des Alpes. Après l’avoir dans un premier temps combattu, la bataille de la Trébie, en décembre 218 av. J.-C., amène les Gaulois à se rallier à Hannibal contre leurs récents vainqueurs romains. En tant qu'alliés du chef carthaginois, leur apport est important pour ses victoires à Trasimène en 217 av. J.-C. et à Cannes en 216 av. J.-C.. Les Gaulois mènent d'autres combats indépendamment des Carthaginois et prennent les Romains dans une embuscade. Après la défaite d'Hannibal à la bataille de Zama en 202 av. J.-C., les Romains maîtrisent la rébellion en Gaule cisalpine dans la décennie qui suit et dont la conquête se termine définitivement au milieu du IIe siècle av. J.-C.
L’effet du désastre romain à Cannes pousse des cités d’Italie à se rallier à la cause d’Hannibal. Comme le note Tite-Live, « le désastre de Cannes fut plus grave que les précédents, on en a déjà un indice dans ce fait que la fidélité des alliés, qui jusqu’à ce jour était restée ferme, commence à chanceler, sans aucune raison, assurément, sinon qu’ils désespèrent de l’empire. Durant la même année, des cités grecques de Sicile se révoltent contre le contrôle politique des Romains. Hannibal noue aussi une alliance avec le nouveau roi Hiéronyme de Syracuse. Néanmoins, seul un petit nombre des cités italiennes qu’Hannibal espère rallier consentent à le rejoindre. De fait, les peuples et les cités d’Italie centrale et méridionale sont nombreux à s’allier au Carthaginois. En 216 av. J.-C., le Bruttium bascule ainsi que Capoue tout comme Lokroi Epizephyrioi et Crotone en 215 av. J.-C.. En 212 av. J.-C., c’est aussi le cas de Métaponte dans le golfe de Tarente, Thourioi, près de Sybaris, et Tarente, dans les Pouilles. Ces cités s’ajoutent aux Gaulois de Cisalpine et à Capoue. Pourtant, Rome tient bon et Latins, Étrusques et Ombriens lui demeurent fidèles.
Rome renverse la situation et Capoue est reprise en 211 av. J.-C. et, en punition de sa trahison envers Rome, toutes ses terres sont confisquées et rattachées à l’ager publicus. En 209 av. J.-C., Tarente est réoccupée. La répression est plus sévère qu’à Capoue : Tarente est pillée, et ses habitants sont vendus comme esclaves. Mais le succès romain dans cette deuxième guerre punique est aussi due à la fidélité des peuples alliés entourant Rome d'un glacis protecteur et de la plupart des ports d'Italie du Sud.

## L'Italie romaine

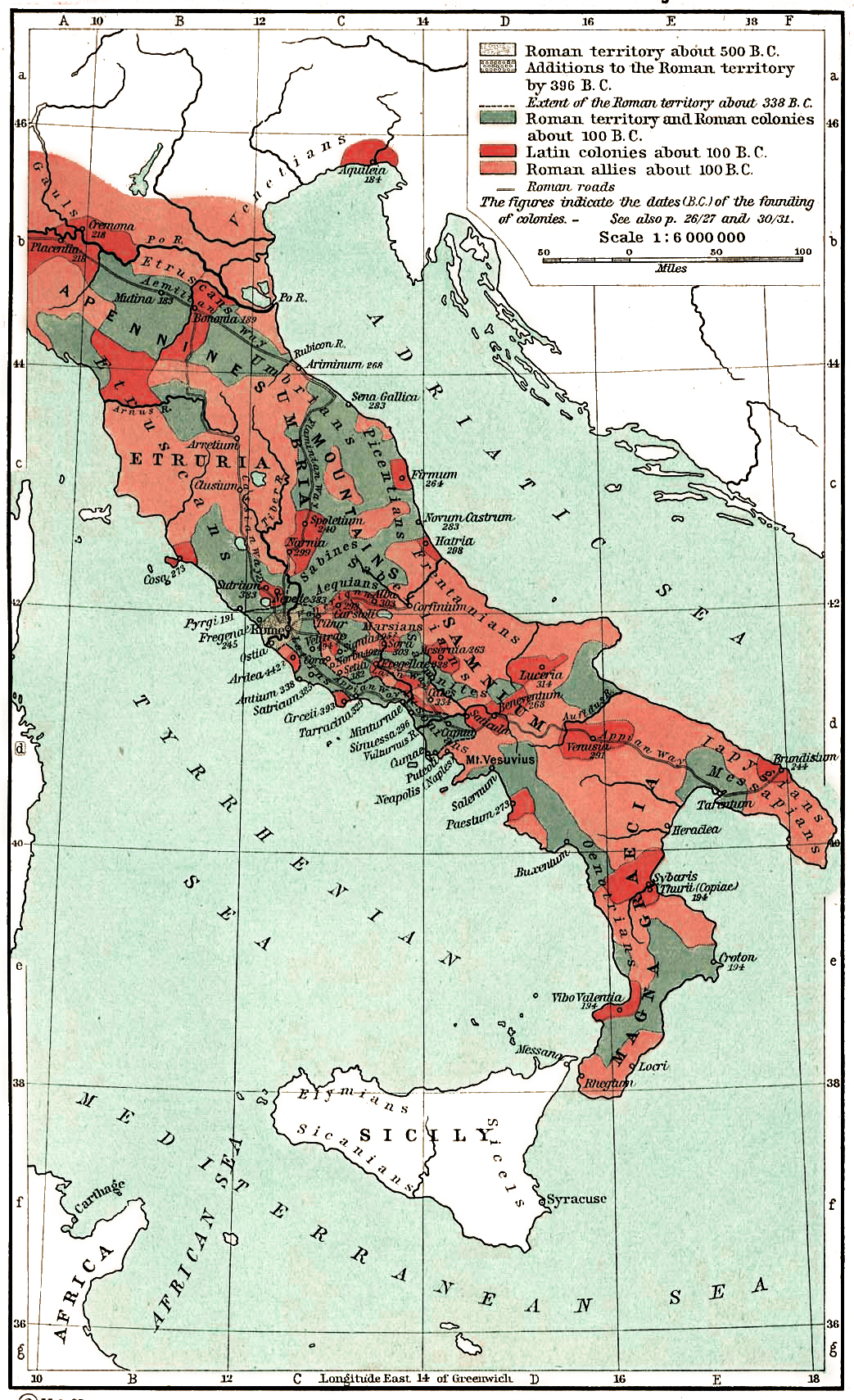
L'Italie au IIe siècle av. J.-C., une mosaïque de statuts :
Territoire et colonies romaines
Colonies latines
Territoires alliés
W. R. Shepherd, Historical Atlas, The Growth of Roman Power in Italy, Université du Texas, Austin, 1911, 29.

- Territoire et colonies romaines
- Colonies latines
- Territoires alliés

### Une mosaïque de statuts
Rome, dans sa progression à travers la péninsule italienne, utilise divers statuts pour ces rapports institutionnels avec les cités et les peuples qui tombent sous sa domination, soit par des alliances, soit par des traités de paix à la suite des nombreuses guerres qui émaillent le IVe e et la première moitié du IIIe siècle av. J.-C. Il ne s'agit pas d'un ensemble cohérent ni continu sur le plan géographique. Les peuples vaincus ont vu une partie de leurs territoires intégrés à celui de Rome, et reçoivent le statut de citoyenneté avec ou sans suffrage (cives cum ou sine suffragio), d'alliés (socii), ayant obligation de fournir des soldats à l'armée romaine, et de nombreuses colonies sont fondées dans des endroits stratégiques avec des garnisons militaires,.
L'Italie se divise alors entre « les Romains, les Latins et les alliés italiens ». La mainmise de Rome sur ses « alliés » latins et italiens a pour principal domaine leur contribution militaire en hommes et argent, les problèmes politiques et juridiques n'apparaissant qu’à la fin du IIe siècle av. J.-C..

### Territoire et colonies romaines
Les hommes libres des territoires du Latium intégrés dans l’État romain au début de l’expansion de l’Urbs rejoignent les citoyens romains inscrits dans les tribus. Ils ont la citoyenneté complète, avec l’ensemble des droits (cives optimo iure ou encore cives cum suffragio) et des devoirs (munera). Ceux-ci sont essentiellement militaires (dilectus) et financiers (tributum). Des cités latines très proches de Rome, telles que Tusculum ou Lanuvium, reçoivent ce statut.
Au fil du temps, s'ajoute un deuxième type de citoyenneté, dite « sans droit de vote » (cives sine suffragio). Ces citoyens ont les mêmes devoirs et les mêmes droits, à l'exception du droit de vote dans les assemblées romaines et de celui de se présenter à une magistrature urbaine. Les historiens modernes penchent pour une explication géographique plutôt que culturelle, les citoyens avec suffrage sont les plus proches de Rome, autour de la ville, tandis que les citoyens sans suffrage forment une zone concentrique au-delà. Cela forme une barrière contre les peuples des Apennins et permet de maintenir les structures politiques locales à une époque où Rome ne peut se permettre d'avoir des représentants dans chaque cité sous sa domination,. La zone des citoyens sans suffrage entoure le territoire citoyen de Rome, dans le Latium et notamment en Campanie après la Guerre latine,.
Enfin, les colonies dites « romaines » (coloniae civium romanorum) sont composées de citoyens romains à part entière et sont des garnisons chargés de la protection de points stratégiques ou sensibles, sur les côtes tyrrhénienne et adriatique. Ces citoyens-soldats gardent en théorie tous leurs droits et leurs devoirs et reçoivent des petits lots de terres, mais du fait de leur éloignement de Rome, de la dangerosité de l’environnement et du manque d'autonomie, Rome a de grandes difficultés à trouver des candidats pour ce type de colonies. Comme pour la première colonie de ce type, à Antium en 338 av. J.-C., des non citoyens peuvent être autorisés à s'inscrire sur la liste des colons pour compléter l’enrôlement, et devenir ainsi citoyens, comme les natifs volsques d'Antium. Ces colonies ne sont composées de moins de 1 000 citoyens.
Au total, les citoyens romains fournissent 250 000 soldats et 23 000 cavaliers, soit plus de 40 % des effectifs totaux de l'armée romaine républicaine.

### Colonies latines
Rome et les Latins vont fonder ensemble des colonies dites « latines » dès le Ve siècle av. J.-C. Ces colonies sont des « forteresses » occupées par des familles de colons qui surveillent en permanence des zones à risque. Leur emplacement la carte de l'expansion romano-latin de la fin du Ve et du début du IVe siècle av. J.-C., de l'Étrurie méridionale avec Nepete et Sutrium aux marais pontins avec Circeii.
Après la dissolution de la Ligue latine en 338 av. J.-C., Rome maintient ce système de colonies, qui gardent ce nom de « latines », bien qu'il n'y ait plus de caractère ethnique. Ces colons, qui peuvent être des Romains qui y perdent alors leur citoyenneté, reçoivent des lots de terre importants et la garnison a une autonomie plus importante que les colonies romaines. Il s'agit là pour Rome de couvrir le nouvel état romano-campanien, d'encercler les Samnites puis d'occuper des points stratégiques au sein du Samnium une fois soumis, puis de couvrir l'ensemble des conquêtes, de l’Étrurie et du Picenium au nord, et même de la plaine padane à la fin du IIIe siècle av. J.-C., jusqu'aux terres de la Grande-Grèce au sud.
Ces colonies sont des cités autonomes ayant leurs propres institutions, les colons jouissant d'importants droits au sein de la colonie similaires à ceux d'un citoyen romain à Rome, et ils peuvent venir résider dans l’Urbs et postuler à la citoyenneté romaine. En contrepartie, ces colons doivent fournir un contingent et une contribution financière à l'armée romaine. Ces colonies tournent autour de 3 000 colons et fournissent en 225 av. J.-C. 80 000 soldats et 5 000 cavaliers, soit plus de 12 % des effectifs totaux.
Ce type de colonie est un des « instruments fondamentaux de la romanisation de l'Italie » et perdure car les colons et l'État romain y trouvent chacun satisfaction.

### Territoires alliés
Le traité qui lie Rome à ces alliés peut être d'égal à égal (foedus aequum) ou non (foedus iniquum). L'alliance avec les peuples italiques, via la formula torgatorum, oblige les alliés à fournir autant d'hommes qu’en demande Rome, sans que des chiffres soient fixés dans les traités individuels.
Certains alliés, comme les cités grecques qui n'ont pas combattu Rome, ont des traités très avantageux. D'autres reçoivent un traité après une dédition complète à Rome. À la suite de la conquête romaine de l'Étrurie, toutes les cités étrusques, en dehors de Caeré, municipe sine suffragio, et des colonies, dont Cosa, reçoivent le statut de cités alliées (civitates foederatae),, à l'instar de Tibur et Préneste au lendemain de la Guerre latine,.
Pendant la deuxième guerre punique, on estime de 50 à 60 % la proportion de troupes alliées dans une armée romaine, et cette proportion aurait atteint les deux tiers au cours du IIe siècle av. J.-C..

## La guerre sociale

### Le contexte
La guerre sociale oppose Rome à ses alliés italiques, qui réclament le droit à la citoyenneté romaine. En effet, seuls les Romains ont le droit de citoyenneté complète.
Cette différenciation induit un traitement inégal lors des procès, lors du paiement des impôts, interdit l'accès aux adjudications de terres publiques, etc. Or, les alliés fournissent autant, si ce n'est plus, de troupes à Rome que les citoyens eux-mêmes n'en peuvent fournir. De ce fait ils participent activement aux conquêtes de Rome, qui domine presque sans partage le bassin méditerranéen au début du Ier siècle av. J.-C. De plus, les soldats alliés sont généralement plus exposés lors des opérations militaires et n'ont droit qu'à une part de butin moins importante que les légionnaires romains.
D'un simple lien de suzeraineté, les alliés sont tombés dans l’assujettissement le plus strict. Rome, par la suite de sa conquête de la péninsule italique, restreint fortement les possibilités d'intégration à la cité. Ainsi, et alors qu'autrefois les anciennes villes latines ont eu le droit de libre intercourse, procédé par lequel les habitants de ces villes, en émigrant dans Rome y étaient admis à l'état de « citoyens passifs », Rome au moyen d'un plébiscite ainsi que d'un sénatus-consulte, respectivement en 126 et 122 av. J.-C., s'en prend directement au droit d'immigration, au terme duquel tous les non-citoyens résidant à Rome sont expulsés. Mesures à la suite desquelles ont eu lieu la révolte et le sac de Frégelles en 125 av. J.-C., établissant le caractère nouveau de la domination romaine, vœu silencieux pour l'obtention de l'égalité civique de la part des partisans Italiques.

### La révolte des alliés italiques
En octobre 91 av. J.-C., alors qu'il tente de faire obtenir la citoyenneté romaine aux Italiens alliés de Rome, le tribun de la plèbe Marcus Livius Drusus est assassiné. La guerre sociale éclate à la suite de cet assassinat. Les diverses cités italiques, pour prévenir toute défection, se livrent des otages. Tout le centre et le sud de l’Italie jusqu’au Métaure à l’est, à la baie de Naples vers l’ouest, se trouvent en insurrection. Au nord, Étrusques, Ombriens et Gaulois restent provisoirement dans l’expectative. Les Italiques tentent une dernière démarche à Rome. Le Sénat leur répond par un ultimatum formel et les somme de faire leur soumission immédiate. Les Italiques répondent par la sécession et proclament leur indépendance. Ils se constituent en une confédération italique et se dotent d'un corps de magistrature calqué sur celui de la cité romaine.
Alarmé, le Sénat se décide à concéder le droit de cité à certains peuples italiques. Il commence par la lex Julia de 90 av. J.-C. et le destine aux alliés de Rome restés fidèles. L’insurrection cesse de s’étendre. En 89 av. J.-C., la lex Plautia Papiria généralise les concessions antérieures et accorde en principe le droit de cité à tous les Italiques au sud du Pô sans exception, sous les seules conditions d’avoir leur domicile légal en Italie et de venir, dans les deux mois, se faire inscrire à Rome par le préteur. La nécessaire présence à Rome et le court délai sont deux moyens parfaitement combinés pour disloquer les armées des insurgés. Un grand nombre d’alliés viennent se faire inscrire, mais les peuples des Abruzzes restent récalcitrants.
Rome vainc tous les Italiques révoltés successivement, en s'appuyant sur ceux qui n'étaient pas encore révoltés, puis en s'appuyant sur les premiers révoltés revenus sous son autorité pour vaincre les seconds.

### L'unification de l'Italie sous une seule juridiction
Finalement, les alliés de Rome obtiennent satisfaction, et l'Italie est unifiée sous un seul régime juridique. Par ailleurs, au recensement de 70 av. J.-C., la population civique de Rome passe à 900 000 citoyens, plus du double que 50 ans auparavant.